# 東横イン
株式会社東横イン（とうよこイン、英: TOYOKO INN Co., Ltd.）は、日本のホテルチェーン運営会社である。日本および韓国・ドイツ・フィリピン・フランス・モンゴルにて、ビジネスホテルチェーンを運営している。
ホテル運営客室数は、2022年（令和4年）時点では、日本で業界1位（なお、2位はアパグループ）である。

## ホテルブランド

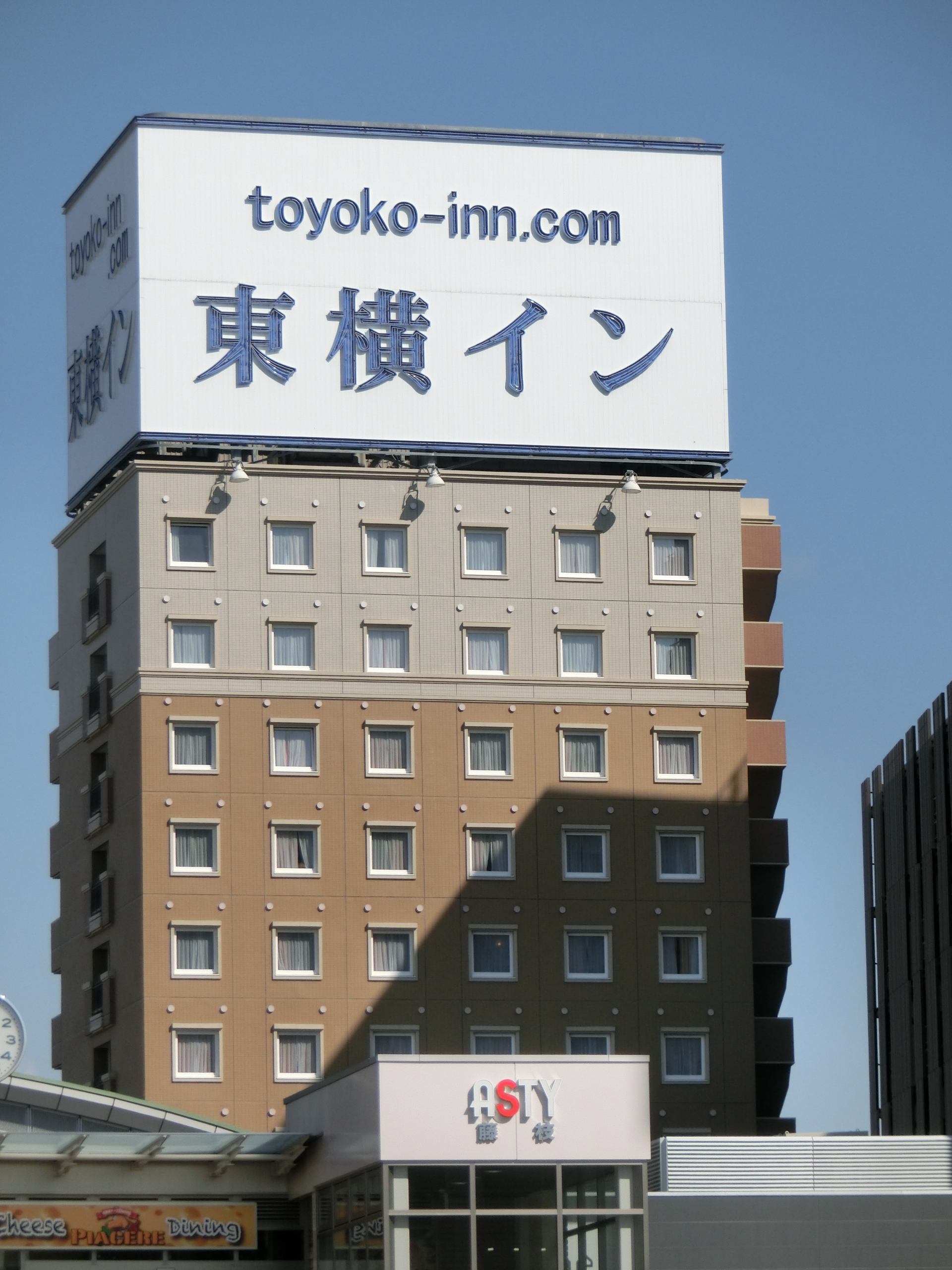
東横インの看板（静岡藤枝駅北口）

東横インの最大の特徴は、宿泊価格のディスカウント（安さ）である。その安さを実現するために、東横インでは各方面であらゆる方策が採られ、徹底的なコストダウンを図っている。創業者は、西田憲正（元会長）。なお、東急グループ（東急ホテルズや東急イン→東急REIホテルに改称、東急東横線）などと名前が類似しているが資本関係はない。
ホテルブランドは、ほとんどの店舗で「東横イン」（あるいは「東横INN」）ブランドとなっている。この他に「東横インJr.」ブランドが存在する。

## 宿泊の予約・支払い
基本的に、予約はインターネットの自社ウェブサイトのみで受け付けることで、コストを抑えている。
一方、宿泊斡旋を行うウェブサイト（るるぶトラベル・じゃらんnet・楽天トラベル・宿ぷらざなど）等でも宿泊予約を受け付けている（一部店舗を除く）が、この場合は各サイトで挙げている価格・利用条件となるほか、宿泊者が東横INNクラブ（後述）会員の場合でも宿泊ポイントは付与されない。また、2007年秋から宿泊とスカイマークの往復航空券をセットにしたディスカウント商品がスカイパックツアーズから発売されているが、こちらについては東横INNクラブ（同）のポイントが付与される。
支払いについては、宿泊料金はチェックイン時または予約時における先払いであり、それ以外の有料チャンネル視聴や客室電話の外線利用はチェックアウト時（または開始前）に、それぞれ精算となる。かつてはテレホンカードや図書券など一部の金券が宿泊代金に充当できるサービスも行っていたが、それらは2023年3月末をもって全て取り扱いを終了した。

### バーコード決済[7]
2019年4月26日からバーコード決済サービスのPayPay、Alipay、WeChat Payの国内外3種類のバーコード決済に対応したと発表、7月10日からは楽天ペイ、LINE Pay、d払いの3種類、12月23日からメルペイ、au PAY、Origami Pay、VIAも利用可能となった（いずれの場合も国内の店舗のみ、コード決済の場合返金対応は不可）。

## シンプルな館内設備
コンセプトとして「宿泊特化型ホテル」を標榜しており、客室以外の設備はほとんどなく、ごく一部の店舗を除きレストランなどはないのが東横インの基本的仕様となっている。また、徒歩圏内にコンビニエンスストアや飲食店などが立地する場所を選んで出店しているケースが多く、自社で提供しないサービスを周辺の他社（の商業施設）に依存することで、宿泊以外の機能は極限までカットして徹底的にコストを下げ、宿泊価格のディスカウントを実現することを目的としている。
ロビーには、プリンタを接続したインターネット接続可能なパソコンが置かれており、自由に利用することができる。また、朝刊が読めるサービスや、ウォーターサーバー・製氷機などもあり、自由に利用できる。コインランドリーや自動販売機、コピー、FAXは有料である。全ホテルに、このほどAEDが設置された。ロビーにある酒類や清涼飲料水の自販機は市中での価格と同等、またはそれ以下の価格で販売している。
この他に、ロビーではホテル側が提供する朝食を無料でとることができ、この朝食に関してはプランに関係なく提供されている（フランクフルトのみ朝食代金が宿泊代に含まれる形で有料となっているが、朝食をとらない場合でも返金はされない）。バイキング形式で、当初はおにぎり（一部店舗はパン）と味噌汁またはコーヒーが定番となっていたが、その後一部の店舗を除いて「店舗ごとに支配人が考案した朝食を提供する」という形式が取り入れられ、現在ではご飯（一部店舗では混ぜご飯）やパン、副菜など以前よりは種類が増えたほか、郷土料理を提供する店舗もある。ドリンクもコーヒーだけではなく、他のソフトドリンクも提供されるようになった。
なお、店舗によってはカレーライスやしゃぶしゃぶなどの夕食も食数限定で用意しているところがある。その場合、夕食も宿泊料金に含まれる形となっており、同じくロビーにて摂ることができる。

### 簡素な客室
照明、デスク等の客室の設備は、必要最小限・簡素かつ原則として全国のホテルで同じものを使用しており、一度宿泊して慣れてしまえば、どの店舗に宿泊しても客室の使い勝手はほぼ同じ、というメリットがあるが、もともとは設備の簡素化・統一規格化によって徹底的なコスト削減を行い、宿泊価格のディスカウントを行うことが目的である。ベッドは大きなサイズのものがある部屋も多いが、部屋の空きスペースは少ない場合が多い。そのため、ベッドの下にトランクが入るようにするなどの工夫がなされている。
客室に備え付けてあるセーフティボックス、テレビ、冷蔵庫、加湿器付き湯沸しサーバー（または加湿器と電気ケトル）、トイレ、ボディソープ、シャンプー、タオル、スリッパなどは無料で使用できる。ただし、一部のホテルには備え付けされていない場合がある。また、客室内に持ち込んだノートパソコン（レンタルも可能）にてブロードバンドインターネット接続（有線LAN・無線LAN）が可能。ただし、通信プロトコルはメール（POP3・SMTP）およびブラウザ（HTTP・HTTPS）のみに制限されており、ネットの利用には一定の制約がある。テレビに関しては、日本国内全店舗でビデオ・オン・デマンドサービス（有料）を導入している。なお、ビデオ・オン・デマンドについては、宿泊客の要望により成人向けコンテンツの配信を制限することが可能になっている他、一部に成人向けコンテンツが未導入のホテルも存在する。海外の店舗では、ビデオ・オン・デマンドの導入はないが、現地では一般的なケーブルテレビが導入されている。

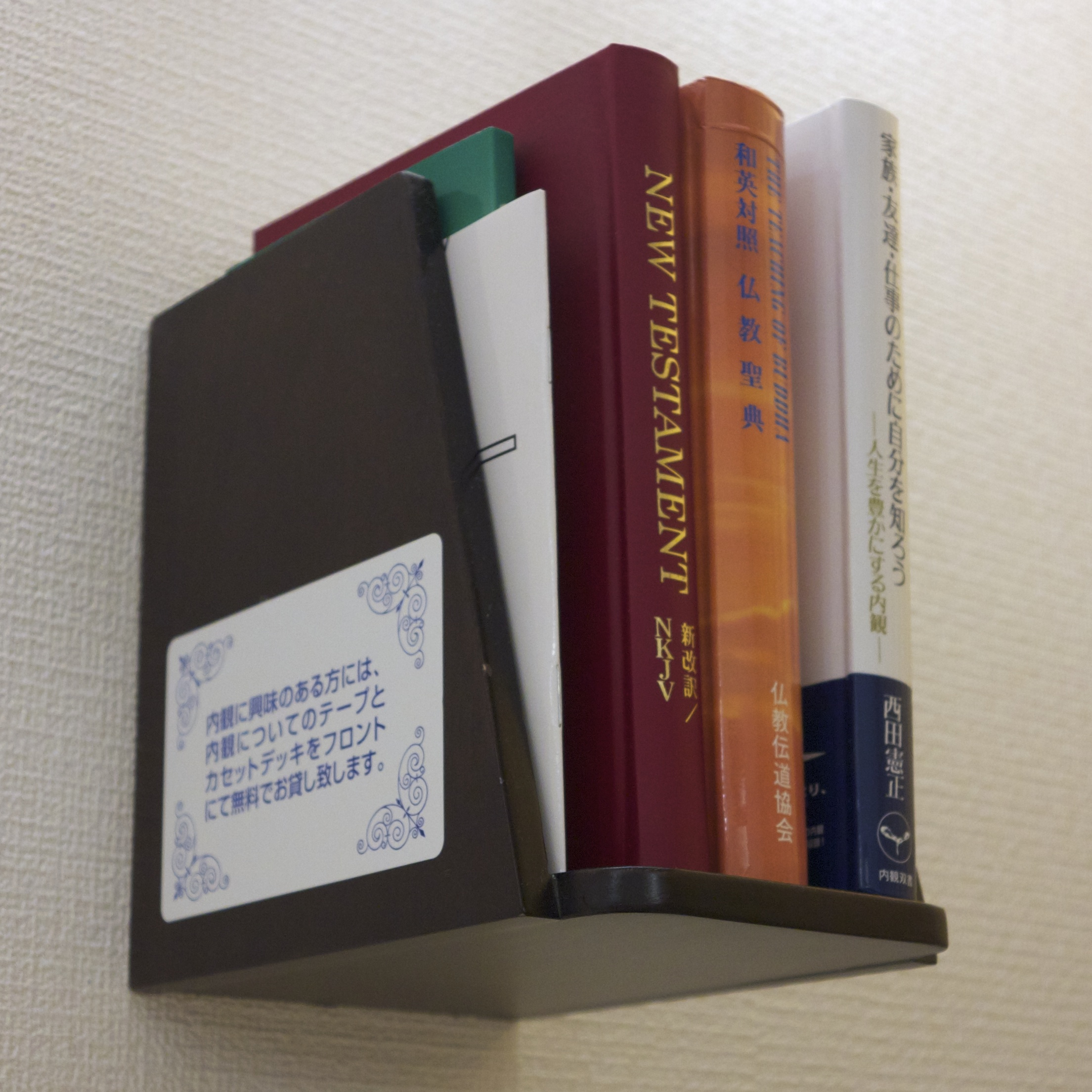
客室の本棚

客室には、聖典や仏典のほか、創業者である西田が傾倒する「内観」の資料が全室に配置されている。機内誌のような客室誌『たのやく』もあり、持ち帰り可能。インターネットで定期購読やバックナンバー購入も受け付けているが、市販はされていない。さまざまな雑誌や書籍からの転載記事だけで作られている雑誌で、許可を取った上で転載している。実用新案も取得済み。それらの転載元の情報も紹介。転載記事の内容は経済誌、旅行雑誌、動物を扱った本、ビジネス誌など幅広い。また、日本国外からの旅行者のため、英文雑誌の転載も行っている。
- たのやく

## レンタカーサービス
マツダレンタカー（現・タイムズカーレンタル）と提携して、2007年8月から中部国際空港本館と中国・四国地区にあるホテルでレンタカーサービスを開始。首都圏・関西圏を除いてほぼ全国で行っていた。東横インでの宿泊を予約し、東横インレンタカーサービス予約センターに電話するとマツダデミオを24時間5,460円（税込）で借りることができた。2024年3月末をもって、対馬地区・沖縄地区を除く地域でのサービスを終了。
なお、対馬地区および沖縄地区ではオリックスレンタカーと行っている。
- 東横インレンタカーサービス

## 経営面
前述のとおり、東横インでは徹底的なコストダウンと宿泊価格のディスカウントを実現するために、あらゆる部分においてさまざまな方策が採られている。
まず、土地だけではなく、建物までを自社ではなく地権者（オーナー）の所有とし、地権者から土地、建物を借り上げた上、自社では運営やホテルの設計、施工および建設した建物のメンテナンス業務などに専念することで、資金調達リスクや地価下落による資産価値低下リスクを回避している。
また、業界団体へは西田の意向により（経費削減の一環として）加入せず、同業他社とはあらゆる面において一線を画す、東横イン独自の路線を歩んでいる。これらの方法により、東横インでは短期間でのホテルの大量出店を可能とし、日本国内において店舗網の急速な増加を図っている。
なお、東横インでは、東横イングループの社員に対し、“内観”と呼ばれる東横イン独自の研修を導入し、実施している。

## 東横INNクラブ
会員制度として「東横INNクラブ」がある。旧称は「4&5クラブ」で、この名称はアメリカ合衆国のモーテルの宿泊料金が40 - 50米ドルであることに由来する。会員は以下のような特典が受けられる。
- 会員カード（東横INNクラブカード）は、年会費が必要なクレジット機能付と、年会費不要の「東横INNクラブカードインターナショナル」がある。年会費不要の「東横INNクラブカードインターナショナル」は入会金（2019年9月までは1,500円）のみで利用でき、フロントにてWebカメラを使用した顔写真撮影ののち即時発行が可能であった。2024年4月23日以降はデザインが変更され、顔写真は省略されている[11]。なお、クレジット機能付のカードについても、年会費相当分の商品券が毎年送付されるため実質的には無料である。
- 通常チェックイン開始が16:00からであった2025年3月までは、予約の際に申請することにより、15:00からのアーリーチェックインが可能であったが、2025年4月1日宿泊分より通常チェックイン開始が15:00に変更となったことで、この優遇は事実上廃止された。
- 予約受付開始は6か月前から可能（一般客は5か月前からとなっている）。また一部店舗においては、会員専用の客室（予約枠）を設定している。
- 自社サイトから予約の場合、2020年3月31日までの宿泊は日曜・祝日の宿泊料金が全店全室とも20%引きとなっていたが、2020年4月1日以降は平日も含め全日5%引きとなった[12]。
- 10泊につきシングル1泊分が無料[13]となる。なお、このサービスには特に制限はなく、全店とも通年で使用可能であり、連泊の際もポイントの残高に応じて複数回の使用が可能である。但し、店舗によってはデラックスシングルは使用不可とするなど一部制限を加えている場合もある。
- 会員カードには非接触型のICカード機能（FeliCa）を搭載しており、精算時にポイントが加算される。ポイントについては、ロビーに設置しているパソコンでも容易に確認できる。なお、会員カードをルームキーとして使用する店舗もある（店舗によっては、1階からエレベーターに乗る際はカードリーダーにルームキーをかざさないとエレベーターに乗れないよう制限をかけていることもある）が、会員カードがない場合はチェックインの際にルームキーとなる専用のICカードを貸与される。
- 精算時に会員カードがない場合、宿泊料金は割高な一般客料金が適用されるだけでなく、ポイントの即時付与もなされないため注意が必要（なお、ポイントは後日申請書を東横インに郵送することで後付けが可能）。ただ、現在はスマートフォン向け専用アプリに「デジタル会員証」の機能があるため、ここに予めカード情報を登録しておけば、スマートフォンを会員カードの代わりとして使用することも可能である。

## 東横インにおける不祥事

### 不法改造問題
2006年1月に、ハートビル法に基づくホテル施設内のバリアフリー設備（身体障害者用の客室や駐車場）を、行政による検査後に、違法改造によって撤去していたことが発覚した。発覚後マスコミ等で大きく取り上げられ、創業者であり、当時の社長であった西田の無責任な記者会見が大きな社会問題となった。これを境に、西田は表向き、東横インに関する件ではマスコミに姿を現さなくなっている。
また、同時期に当時の東横イン本社の建物も2階部分に違法にフロアを増床し、建築基準法・消防法の二つの法律に違反していることが発覚。のちに、本社建て替えに至っている。

### 硫化水素発生事件
2008年5月28日に、東横イン松江駅前の地下から、致死量を超える濃度の硫化水素ガスが発生し、被害者が出た。
この事件の発生原因について、公式サイトでは、地下配管スペース内に不適切に残置された建築廃棄物と2006年7月の豪雨による水が化学反応をおこし、硫化水素を発生させた可能性が高いと発表している。なお、この事件に関しては、グループ会社である東横システム電建において、当時の副社長ら2人が起訴、当時の社員10人が略式起訴となった。また、10月29日には西田が違法投棄の指示をしたとして逮捕され、2009年3月10日、松江地方裁判所は、懲役2年4か月（執行猶予3年）、罰金150万円の有罪判決を下した。

### 会員カードの獲得ノルマ問題
2010年10月27日、東横INNクラブカードの会員獲得を従業員にノルマを課し、強要している行為が発覚。東横イン労働組合はこの悪質な行為を把握している。中には、ペットや雑誌の写真を利用したり架空の人物を作るなどして、発行手数料を自腹で賄っている例もある。

### 宿泊客に天災時の損害賠償請求の放棄を要求
東横インが2011年3月11日の東北地方太平洋沖地震（東日本大震災）発生直後から、被災地の岩手県・宮城県・福島県・茨城県の店舗において、宿泊客に対し「地震で生ずる断水などの被害については、自己責任であり、損害賠償請求を行うことは一切ありません」などの内容の誓約書に署名させ、損害賠償請求を放棄することを要求している行為が発覚。東横インでは、エレベーター停止や断水を想定した誓約書であり、設備の破損などによる負傷などへの賠償を免れる目的ではないと説明しているが、消費者契約法に違反するとの指摘が出ており、消費者庁も宿泊者に一方的に不利益になる条項であるとして問題視している。

## 転売トラブル
2025年6月16日、東横インは提携サイトに提供しているホテル空室枠が一部、Agoda等の海外予約サイトで転売され、トラブルが生じているとして公式サイトで注意を呼びかけた

## 店舗
2019年7月現在で、国外を含め298店舗を展開。国内では、高知県のみ店舗がないが、2026年2月に高知市での開業を予定しており、これにより、全47都道府県に出店することになる。また、佐賀県唯一の店舗である「東横イン佐賀駅前」が建て替えのため閉店することにより一時的に佐賀県から店舗がなくなったが、2022年7月28日に再オープンした。
店舗一覧など詳細は公式サイトを参照。

### 閉店した日本の店舗

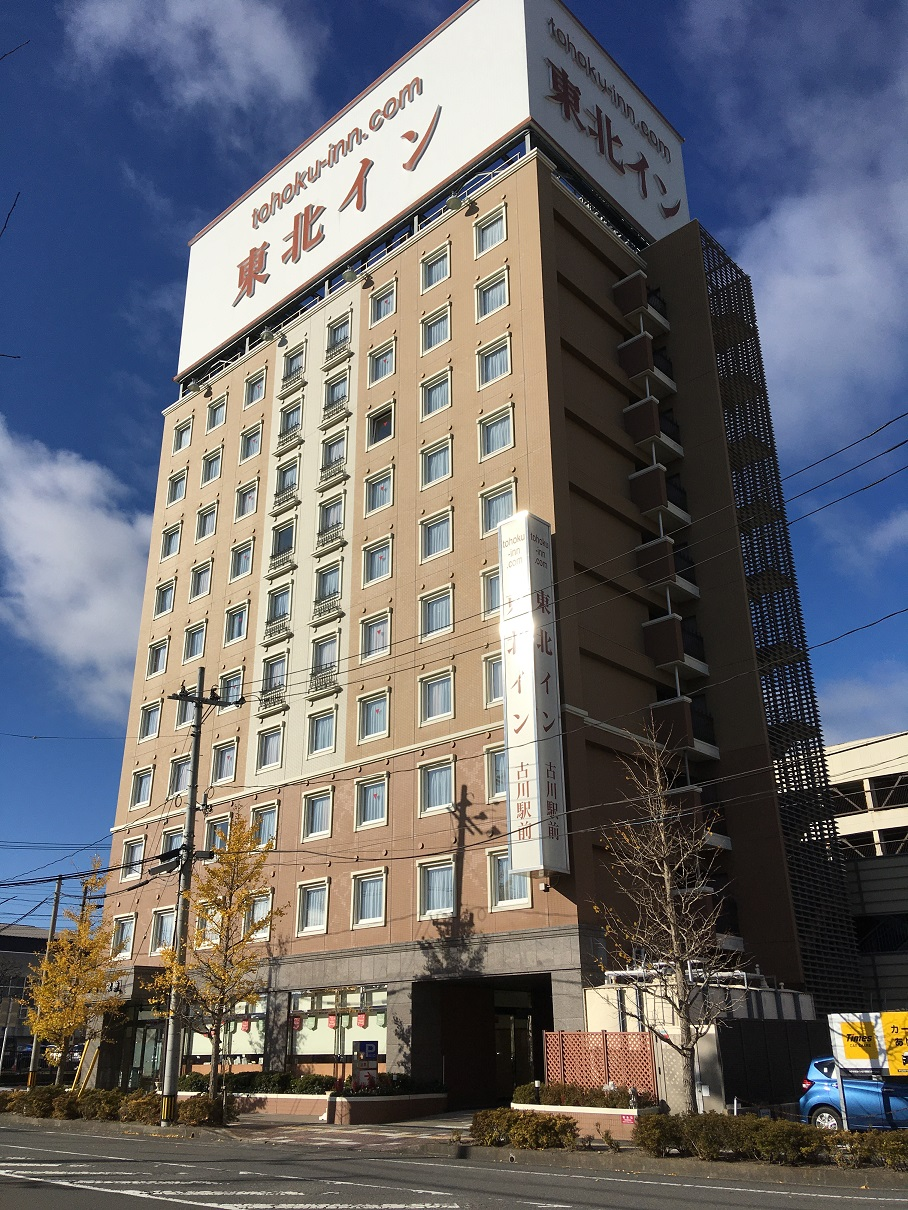
東北イン古川駅前（アパホテルへのリブランド前）。外観は東横イン時代の物をそのまま継承しており、文字色は違うがロゴの書体も東横インと似ていた。

- 横浜関内阪東橋 - 神奈川県横浜市南区。2007年3月31日宿泊分をもって閉館。2019年6月に阪東橋INNとしてリニューアルオープン（2019年7月に東横INN Jr.横浜伊勢佐木長者町に名称変更）。
- 川崎小川町 - 契約期間満了のため2008年2月19日宿泊分をもって閉館。その後所有者が代わり、2013年に「アールズフォレストイン」として再オープン。
- 古川駅新幹線口 - 宮城県大崎市。2012年11月30日付で土地建物オーナーの株式会社パン パシフィック インターナショナルに営業譲渡。東北イン古川駅前を経てアパホテル宮城古川駅前にリブランド。なお、東横インは古川駅前に再進出予定である。
- 東横INN Jr.富山駅前 - 富山県富山市。富山駅前再開発に伴い、2014年12月23日チェックアウトをもって閉館。
- 蒲田2 - 東京都大田区西蒲田。2015年12月30日宿泊分をもって閉店。
- 高松中新町 - 香川県高松市。2016年6月29日宿泊分をもって閉館。
- 千葉幕張 - 千葉県千葉市美浜区。2018年1月14日宿泊分をもって閉館。この店舗については、2021年3月、建て替えられて同じ場所に新規オープンし、実質的に復活を果たした[21]。東横INNにおいて閉店した店舗の復活は初である。
- 札幌すすきの南 - 札幌市中央区。2022年1月30日宿泊分をもって閉館。北海道初の東横インとして、1996年2月に開館。建物自体はマンション用として建設されたものだが、マンションになることなく同ホテルとなった。他の東横INNよりも頑丈で、客室それぞれに大きなキッチンや収納が取り付けられている、などとレイアウトが特異的だった。
- 岐阜 - 岐阜県岐阜市。2022年12月30日宿泊分をもって閉館。その後、2023年6月30日に地元企業により「ホテルエンディア岐阜」として再オープン。
- 津田沼駅北口 - 千葉県船橋市。2024年8月19日宿泊分をもって休館、同10月31日をもって閉館[22]。

### 日本国外の店舗
中国においては、瀋陽市にあった「瀋陽北駅前」が再開発により閉店したものの、2010年8月8日に「瀋陽駅西口」が開店。ただし、2011年11月に閉店した（現在は地場ホテルとして営業）。
最大の国外展開先は韓国である（2024年5月現在）。2008年4月28日、釜山広域市の中央洞に開店し、同年12月2日には釜山駅前に2店舗目を開店。2009年にはソウル特別市東大門に、2010年には釜山広域市・地下鉄西面駅前、大田広域市・地下鉄政府庁舎駅前、2011年には釜山広域市海雲台にも開業した。その後もソウル特別市江南や永登浦、仁川広域市、大邱広域市、蔚山広域市、慶尚南道昌原市に出店している。なお韓国では法律上、歯ブラシ・ひげそりの無償サービスができないため、有償で提供される。
韓国以外では、2015年6月にカンボジアのプノンペン（2020年12月閉店）、2017年4月にフィリピンのセブ、2019年8月にモンゴルのウランバートルにオープンした。
アジア地区以外では、2017年3月にドイツのフランクフルト、2018年5月にフランスのマルセイユにオープンした。
また、ニューヨーク市クイーンズ区への開業も目指していると報じられたが、2024年5月現在、アメリカには未だ出店していない。

### 店舗に関する特記事項
同じ地区に2店舗以上あるケースがあり、「本館 / 新館 / 別館」や「1号館 / 2号館」等ではなく、ホテルの屋号としては珍しい「1」「2」「右」等で区別しているところがある。また、各ホテルにおいて、細かい名称変更を頻繁に行うケースが多いのも特徴的である。
団体の宿泊者を優先している店舗がある。
- 中部国際空港本館グリーンサイド（隣接するオレンジサイドには団体優先はない）

特定の外国の宿泊者用の店舗があった。
- 札幌すすきの南（閉館済）　- 中国人宿泊者向けに、中国語対応可能な従業員の配置、朝食に中華粥の提供や中国国営放送の提供をしていた。名称は「札幌すすきの南・国際館」「札幌すすきの南SPA」となっていた時期もあったが、2012年5月7日に「札幌すすきの南」に戻った[25]。中国人以外の宿泊者も受け入れていたが、現在は閉館した。

熱海駅前では熱海温泉に立地しているものの温泉を引いていないため、市内及び周辺の共同浴場・日帰り入浴施設・旅館・ホテルの案内や、提携先の温泉ホテルの日帰り入浴の割引券が宿泊者に配られることがある。
2018年11月、「静岡駅南口」がオープン。これにより東海道新幹線の全駅に店舗がオープンした。
2019年9月に国内初のリゾート型店舗、「対馬比田勝」がオープンした。敷地内に対州馬の飼育場がある。

### 店舗画像

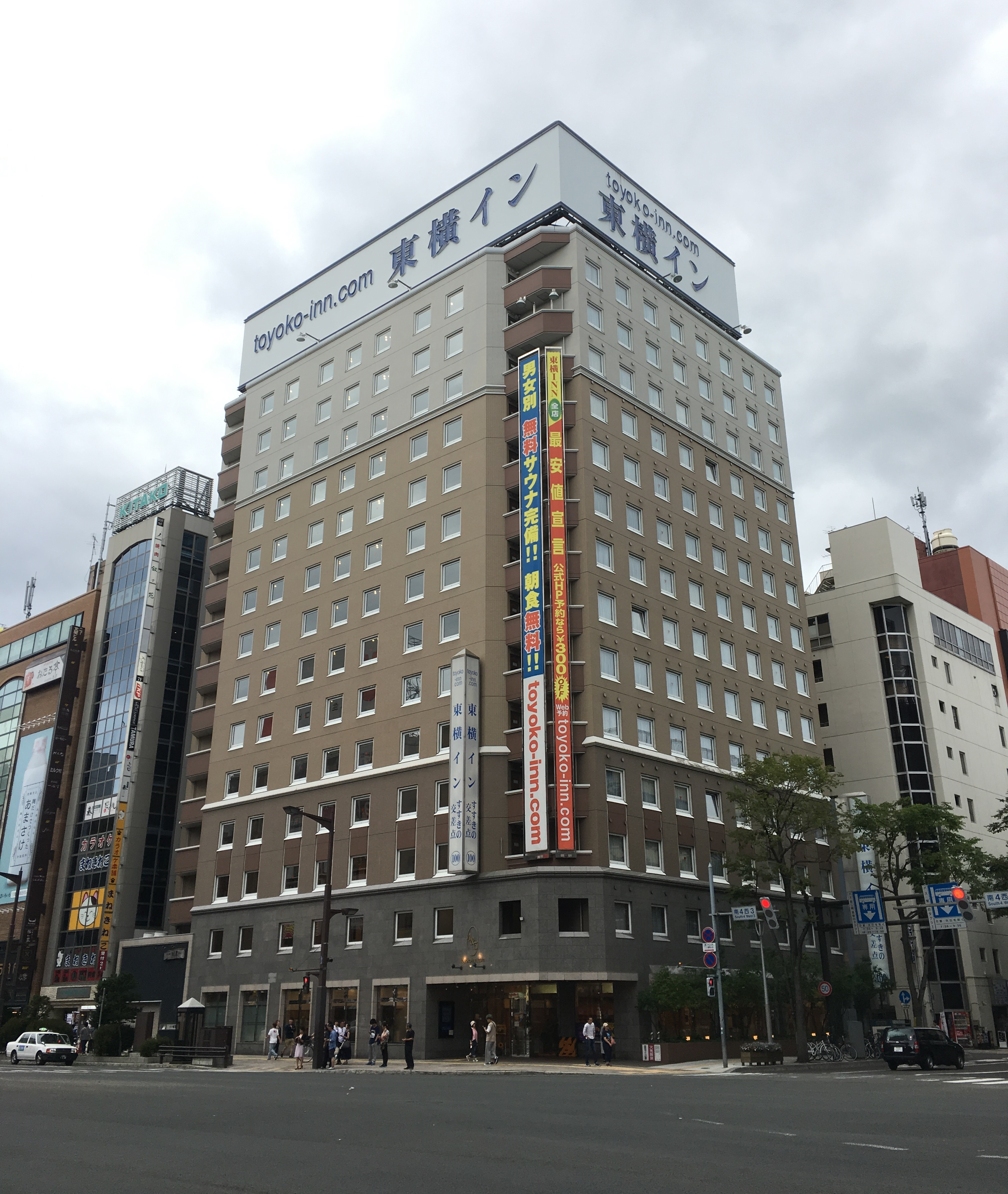
札幌すすきの交差点
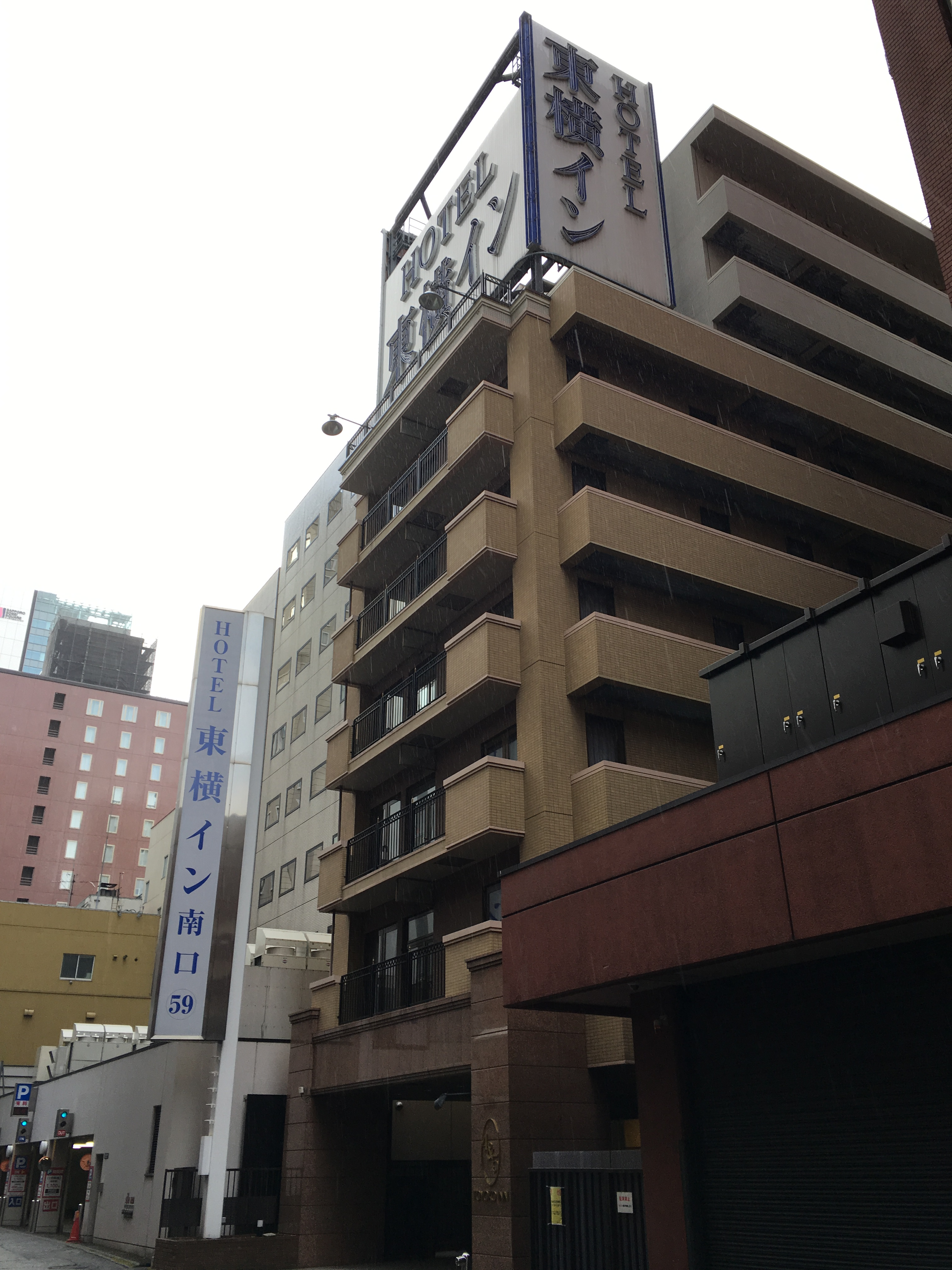
札幌駅南口
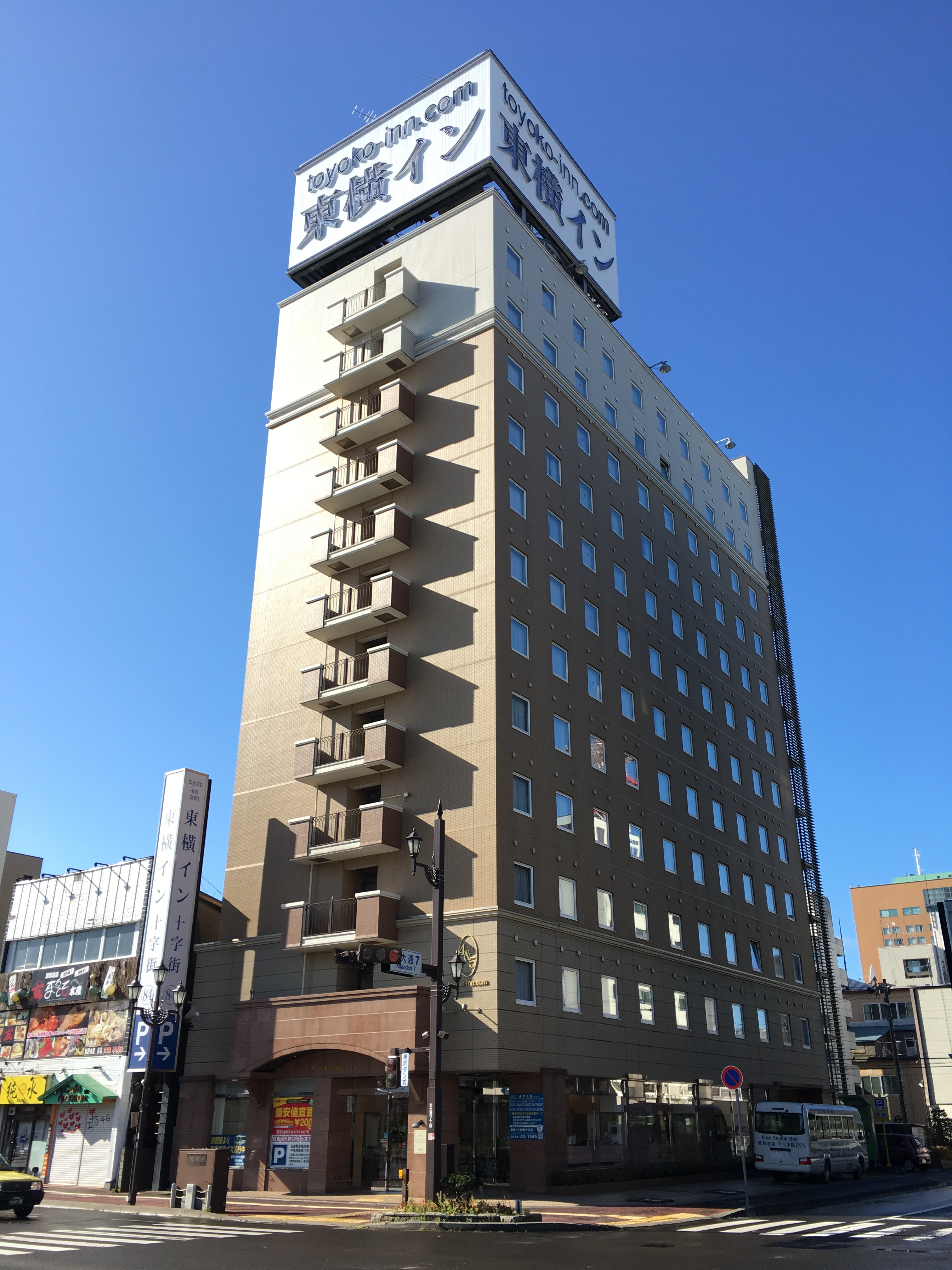
釧路十字街
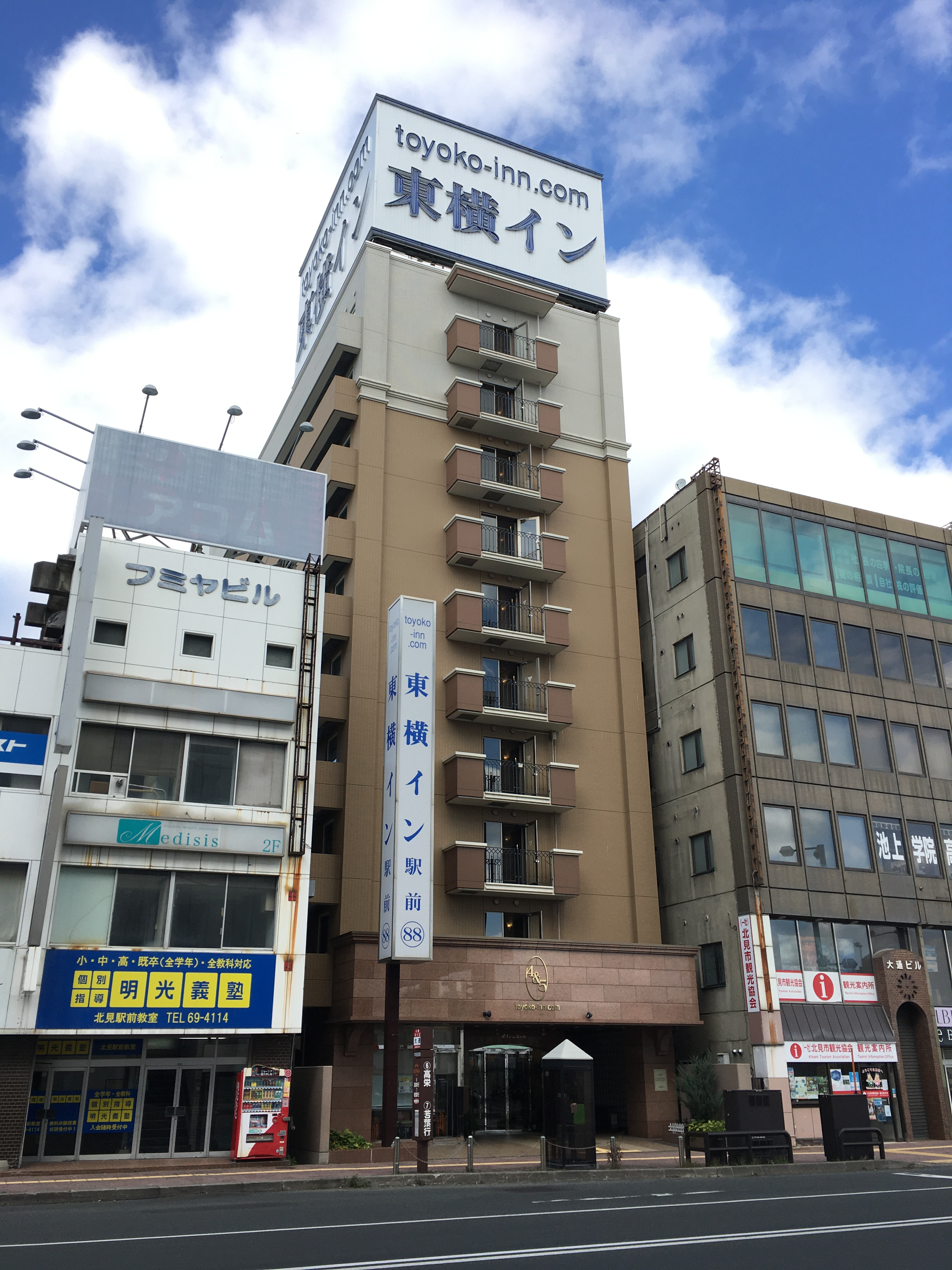
北見駅前
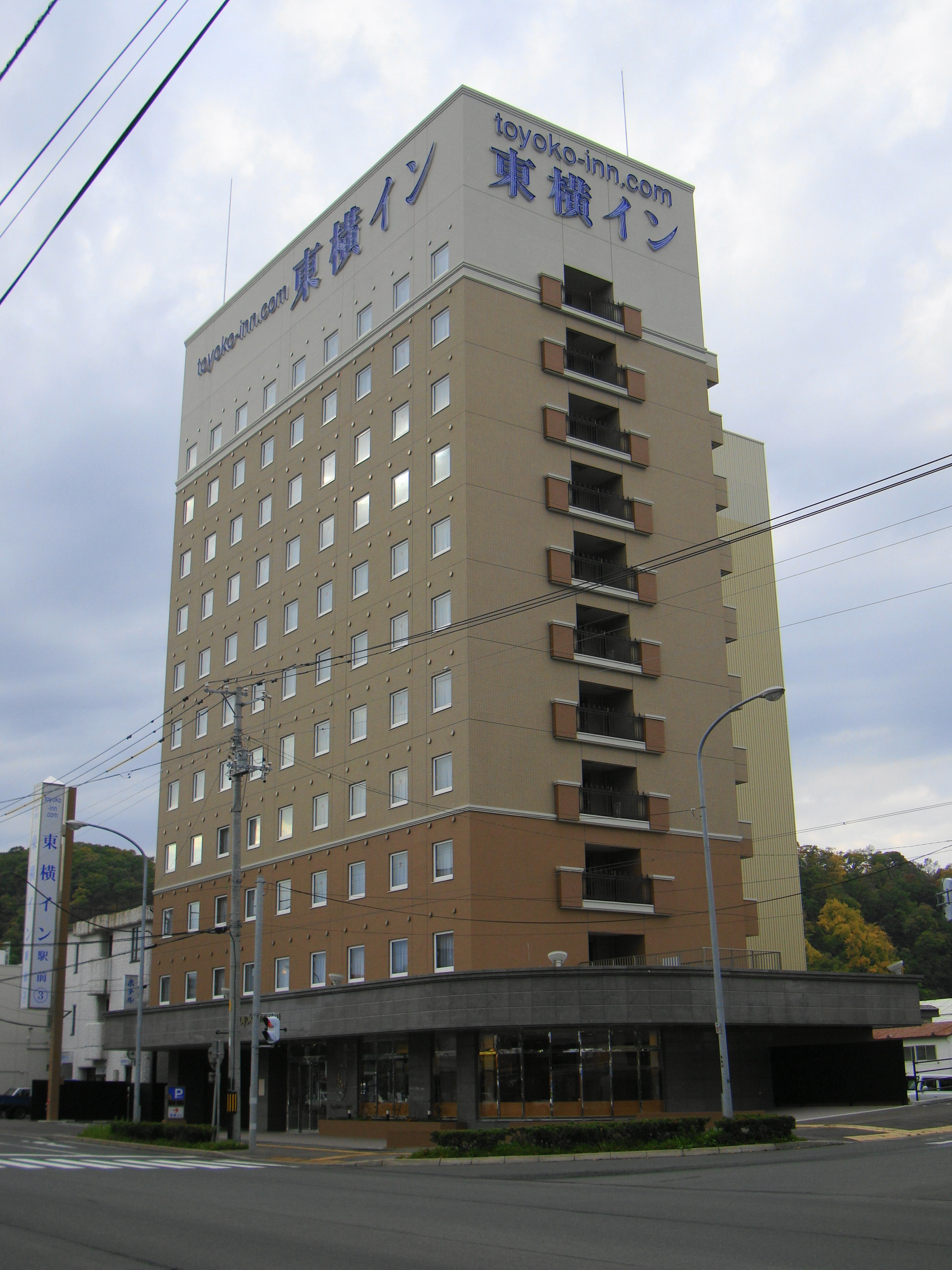
網走駅前
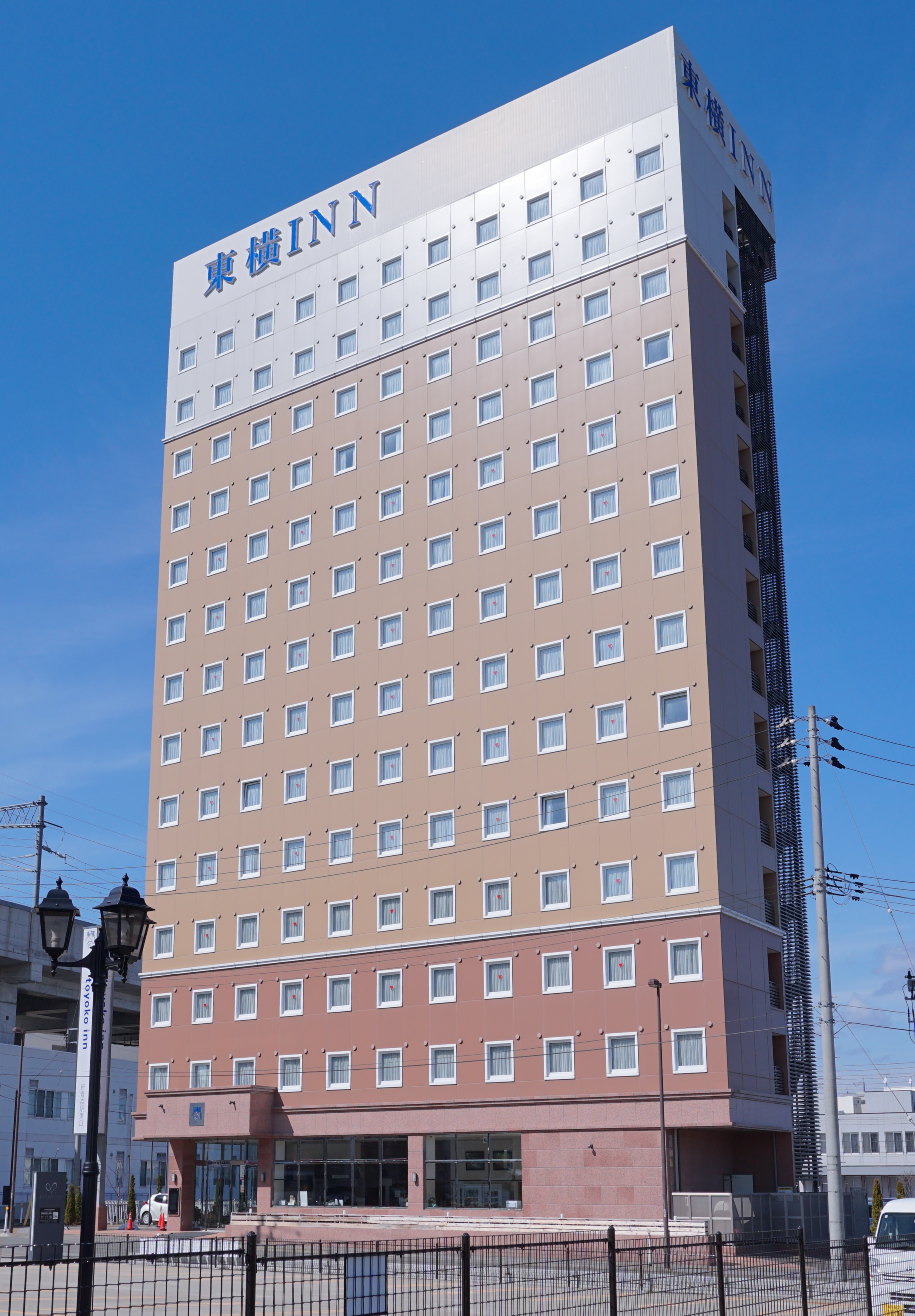
新青森駅東口
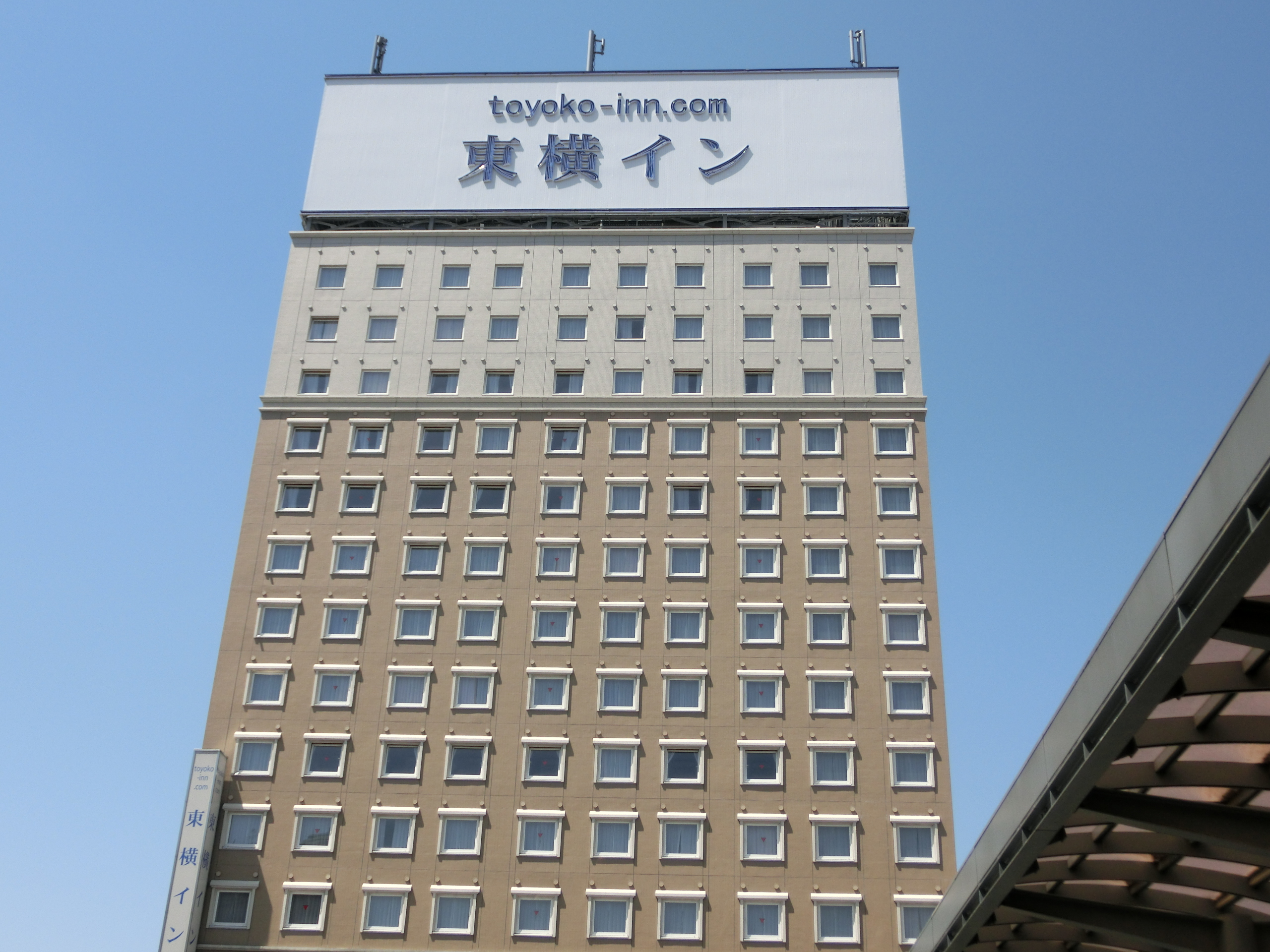
弘前駅前
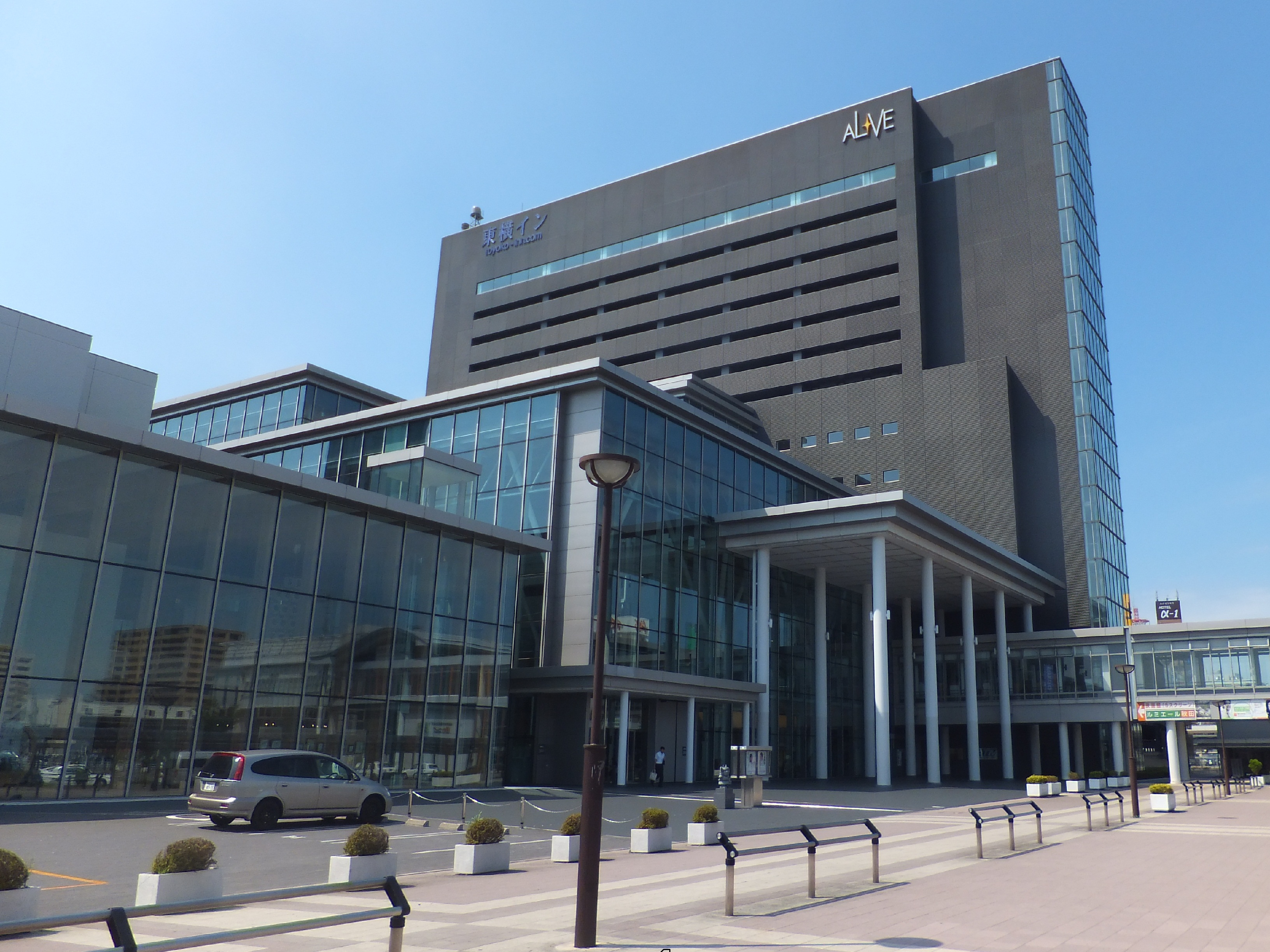
秋田駅東口
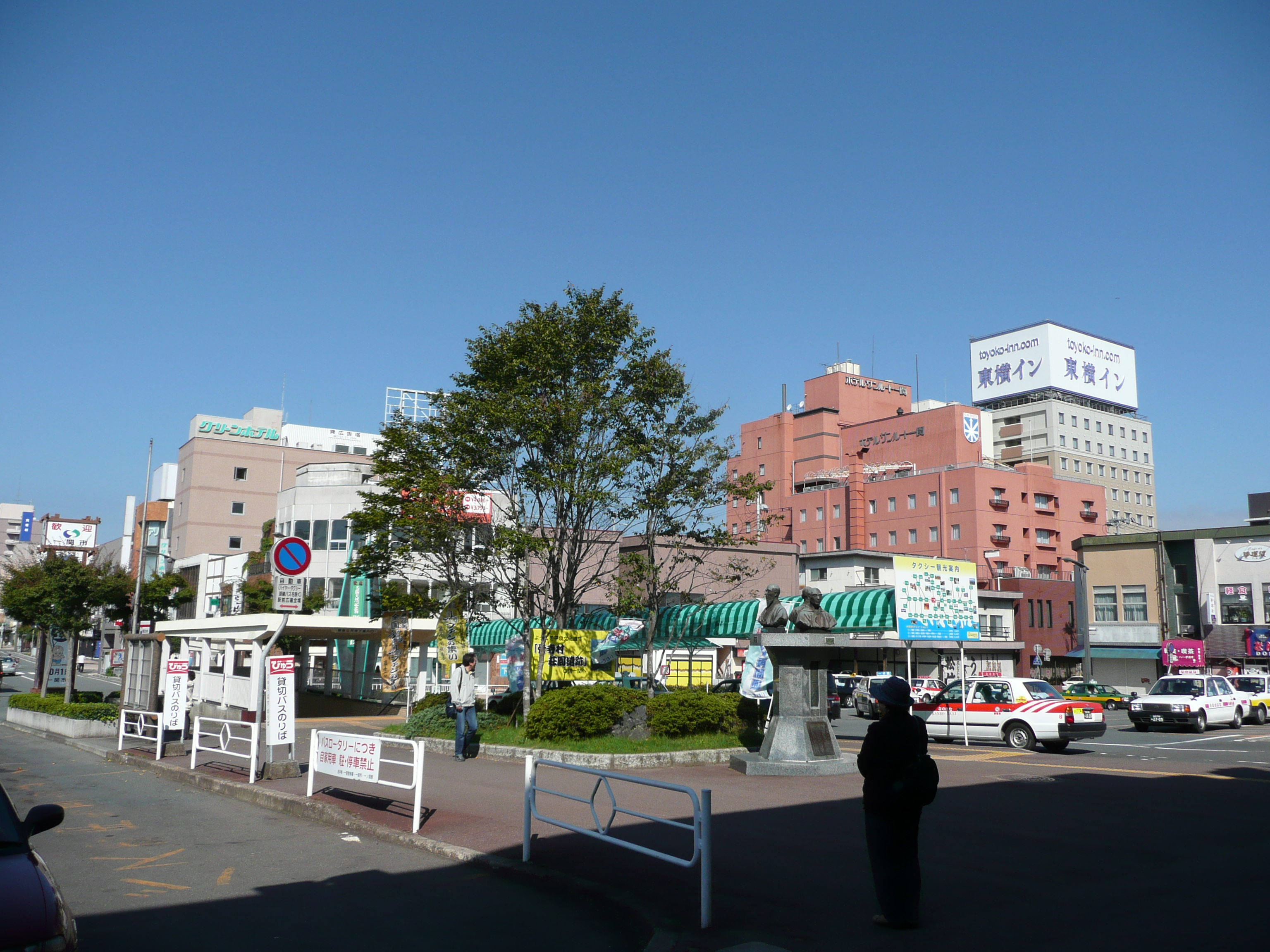
一ノ関駅前（右端）
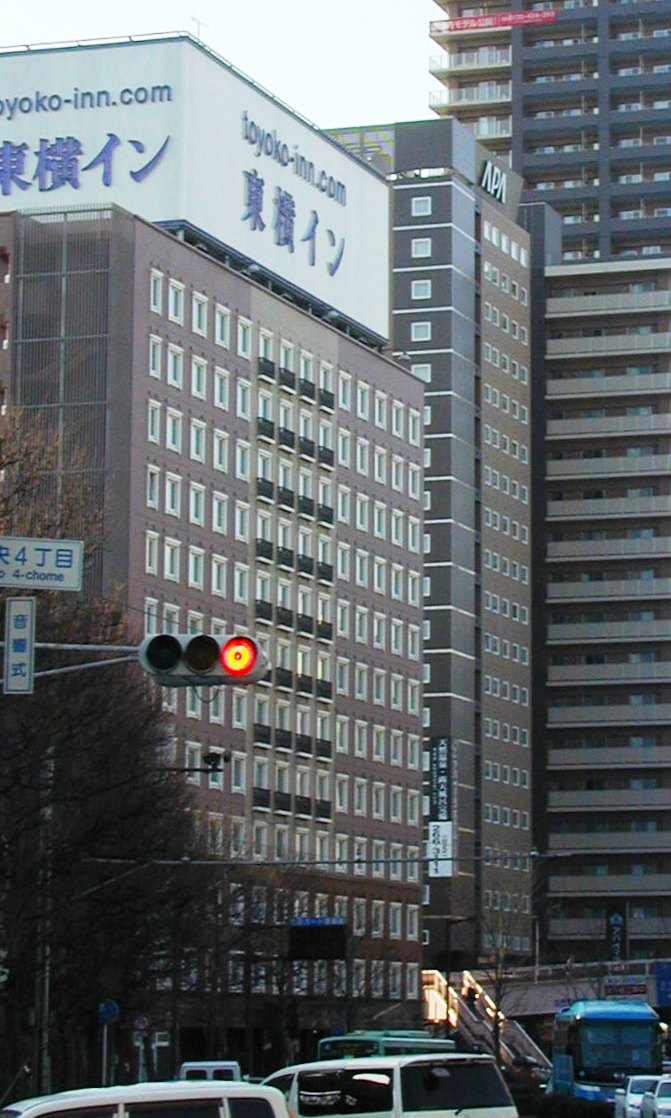
仙台中央1丁目1番
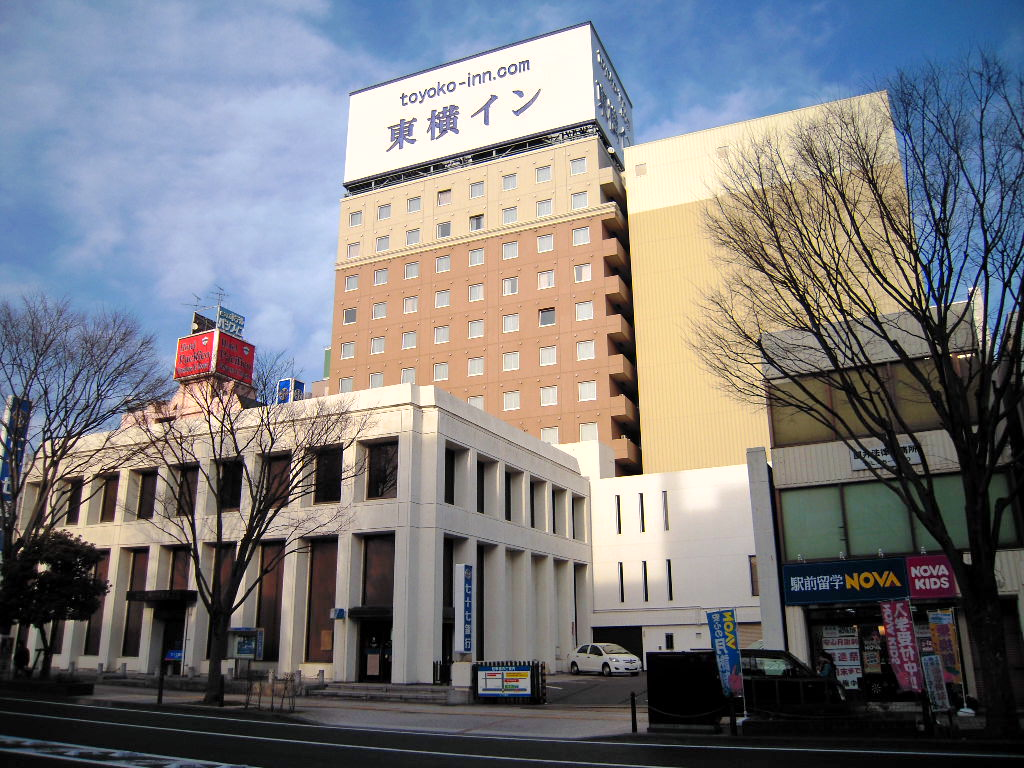
いわき駅前
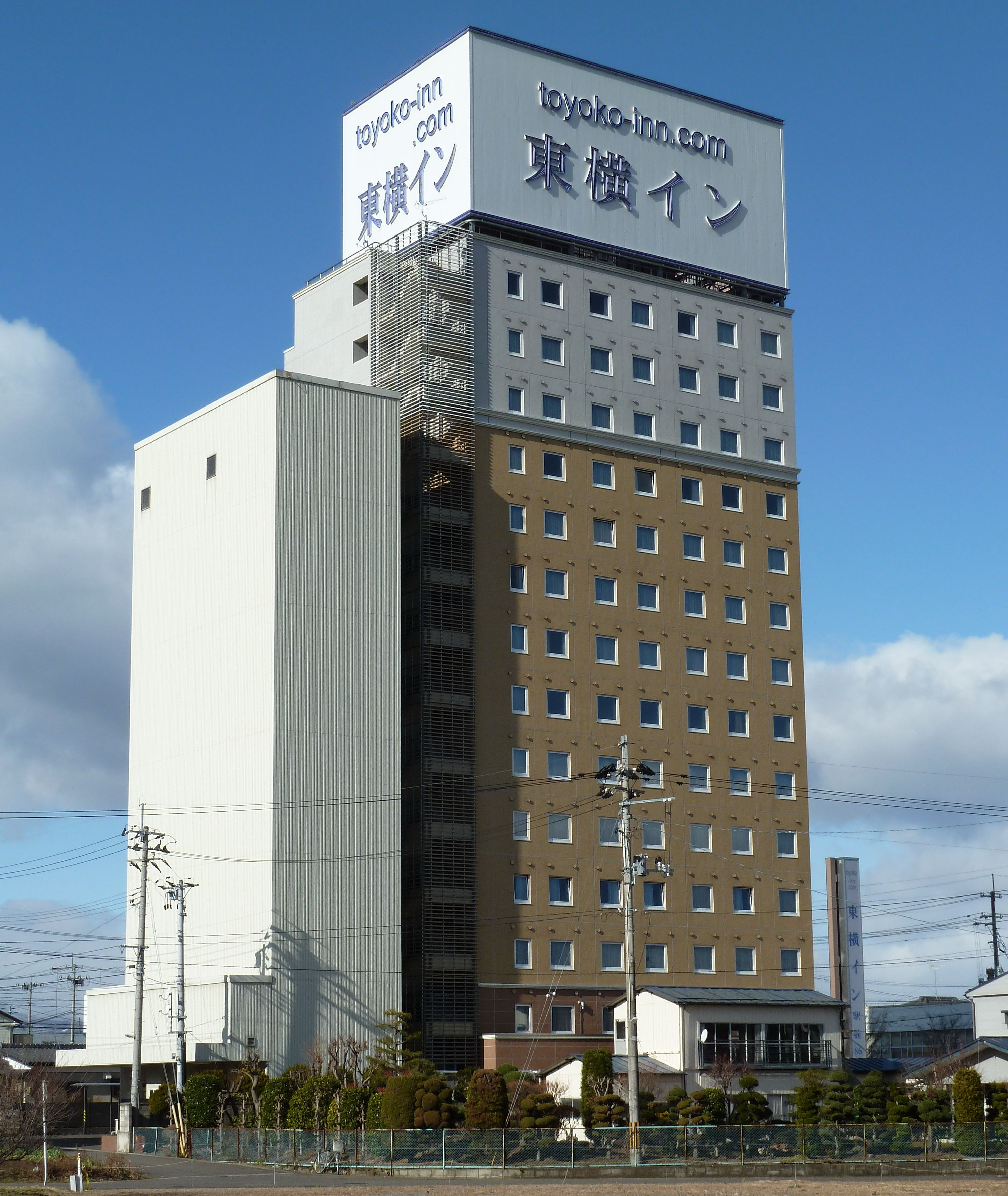
新白河駅前
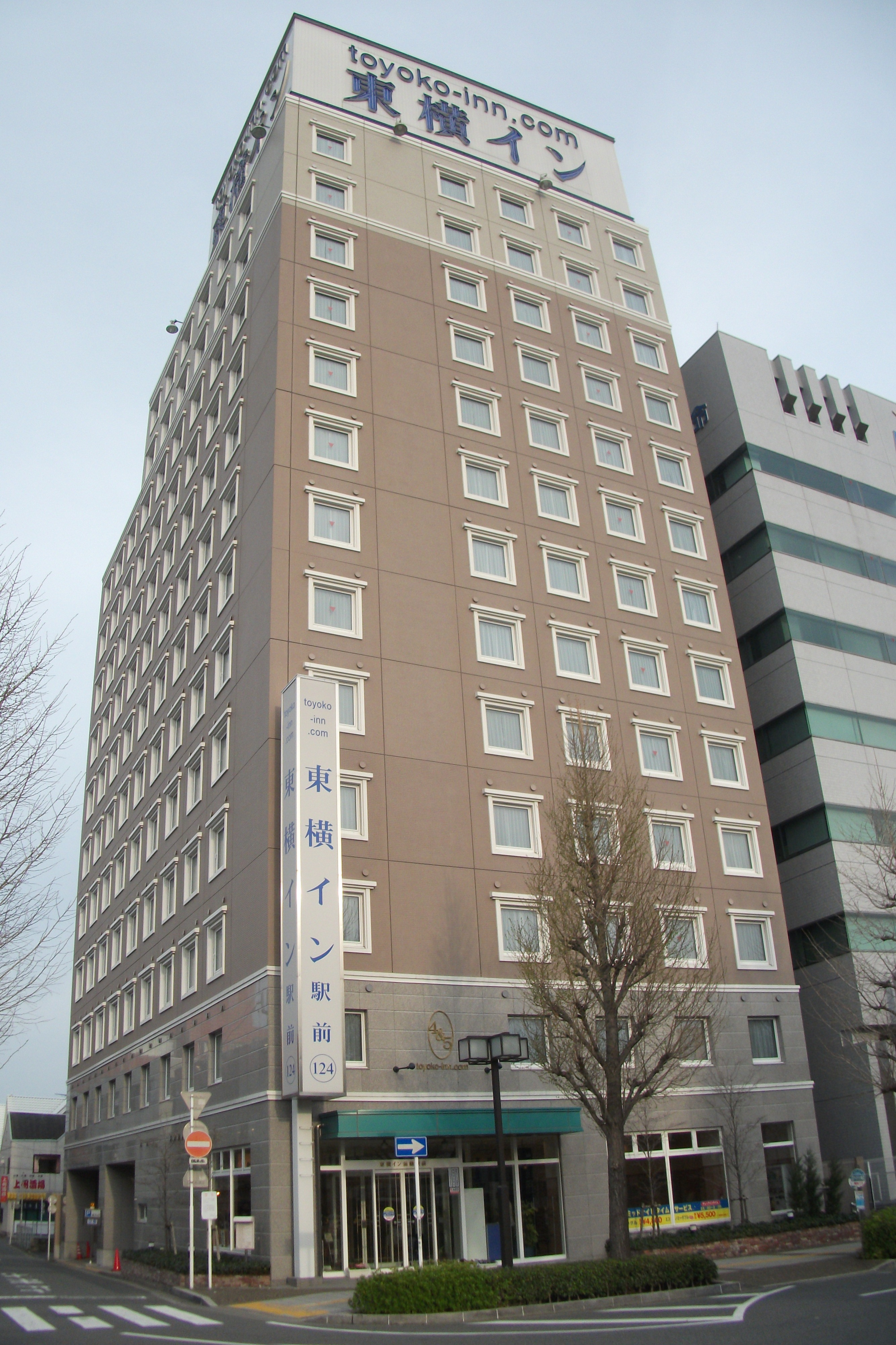
前橋駅前
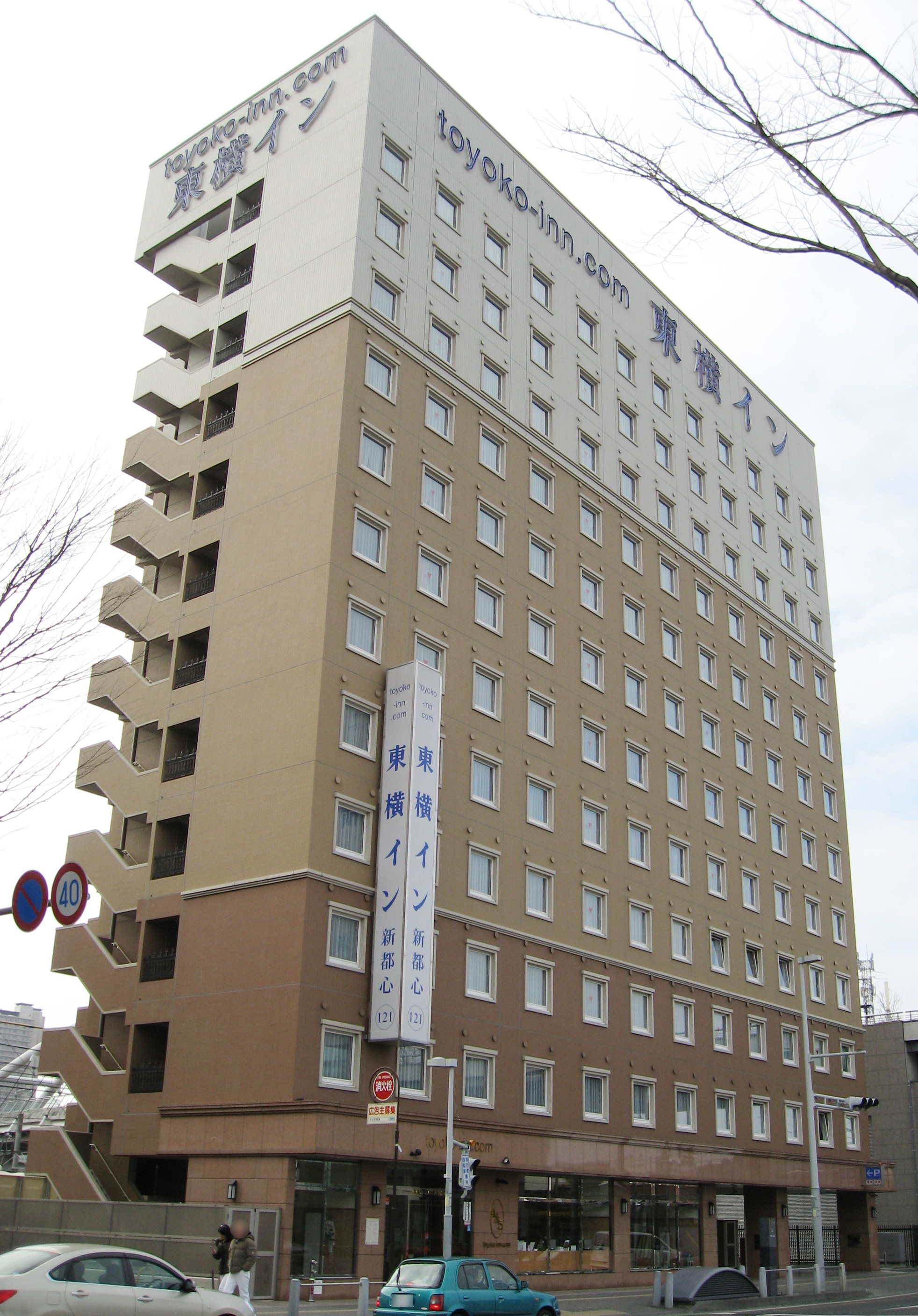
さいたま新都心
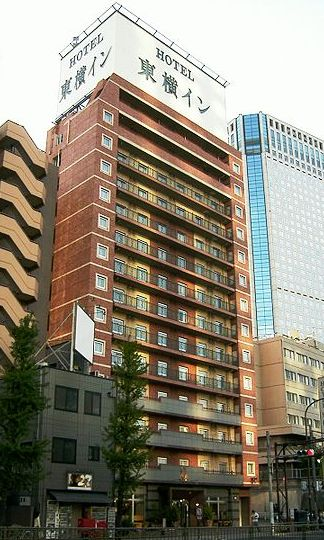
品川駅高輪口
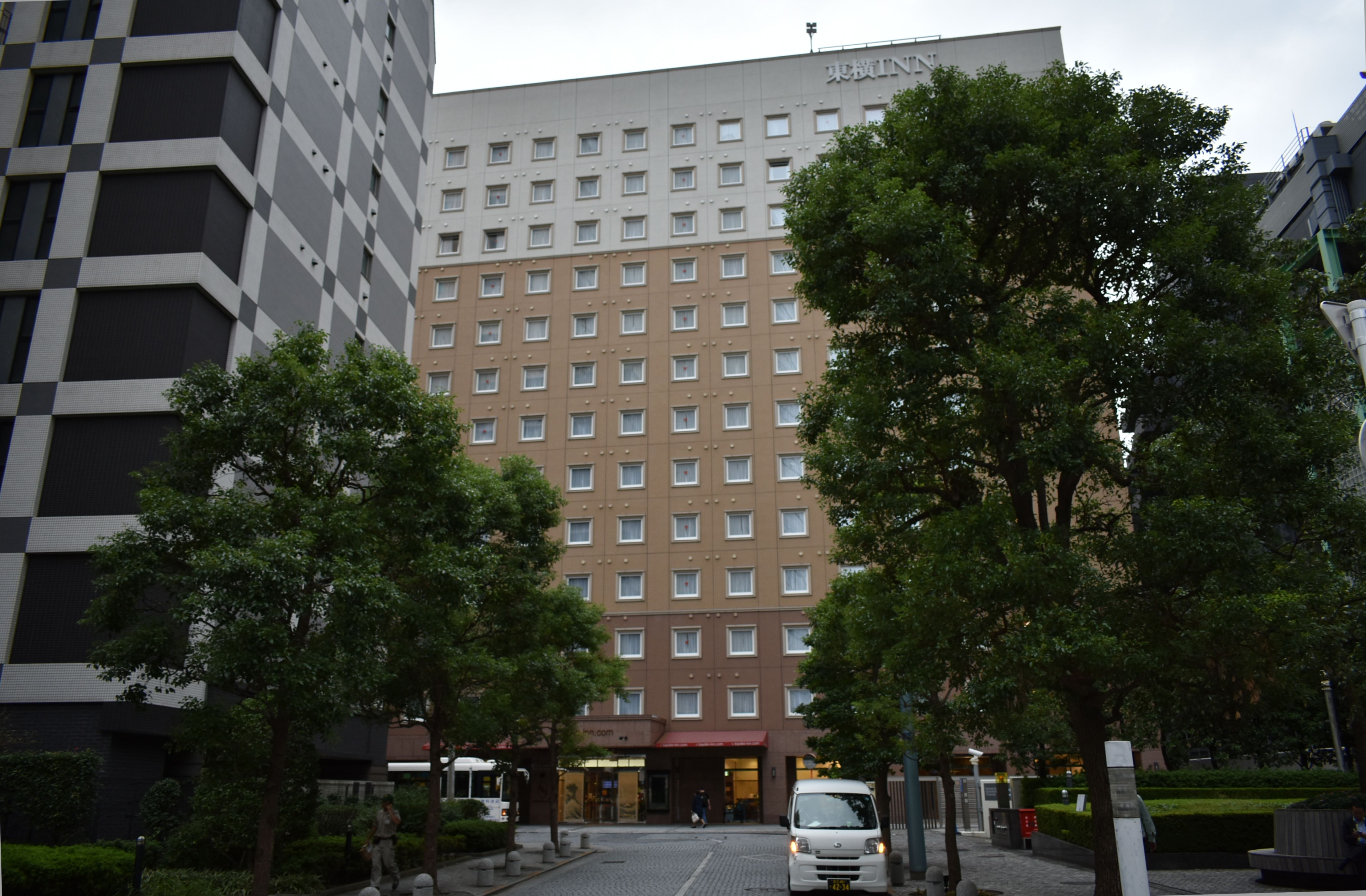
品川港南口天王洲アイル
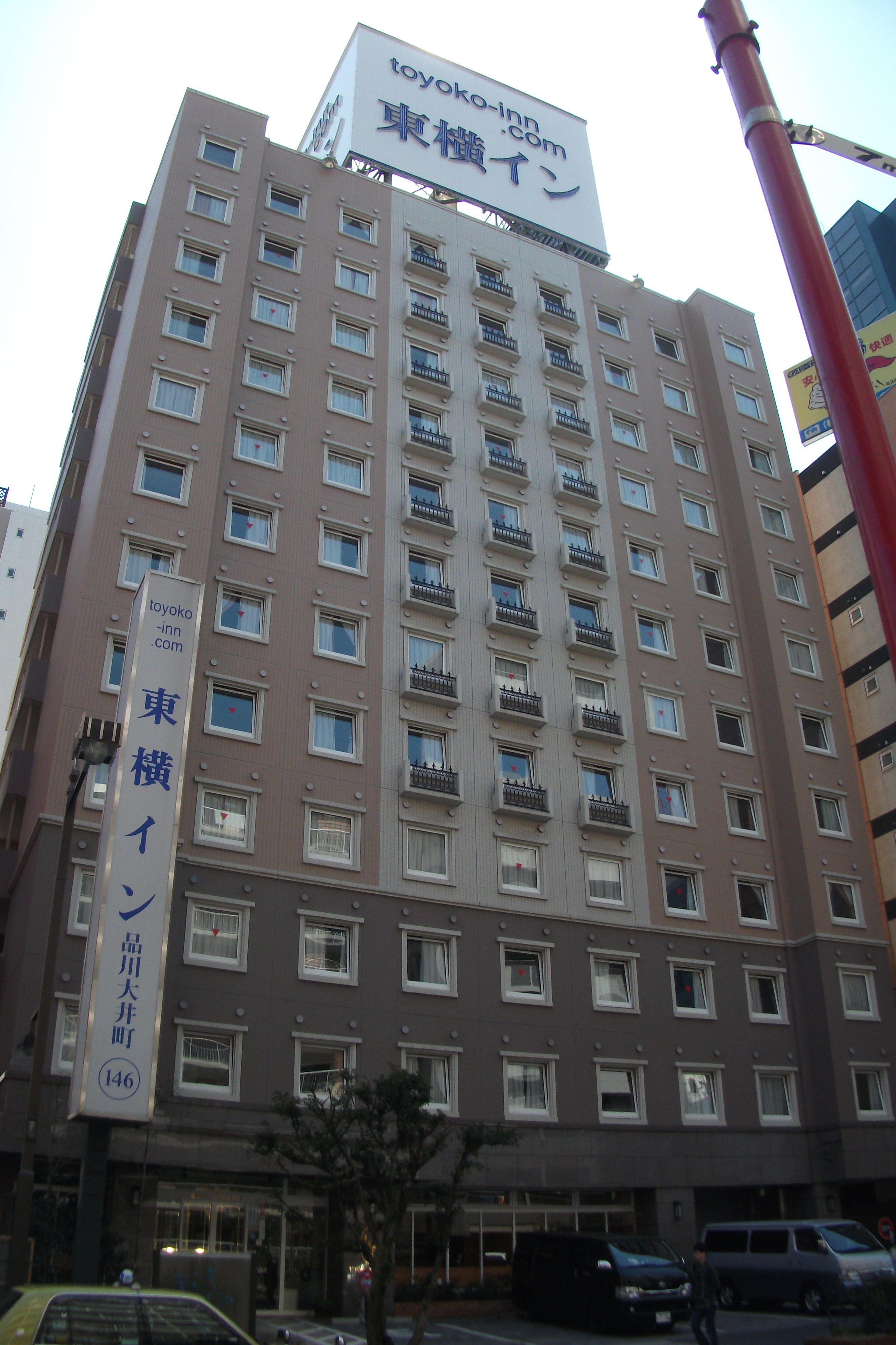
品川大井町
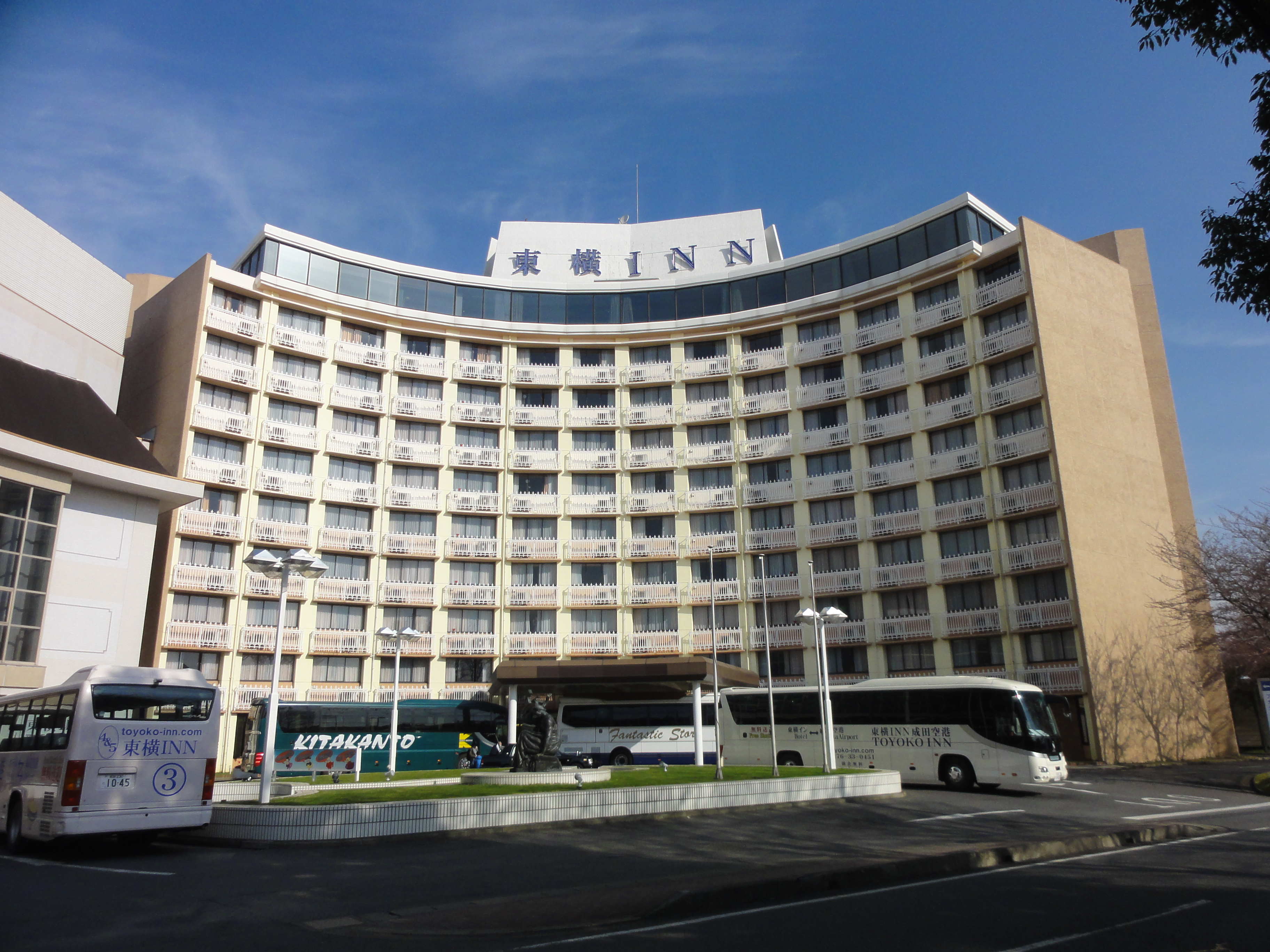
成田空港
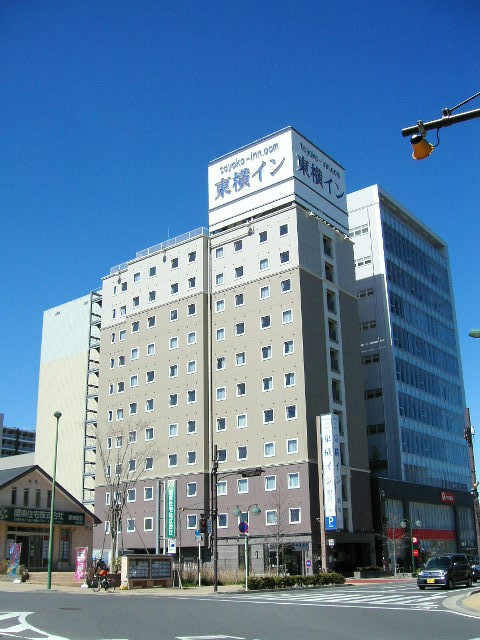
千葉新鎌ヶ谷駅前
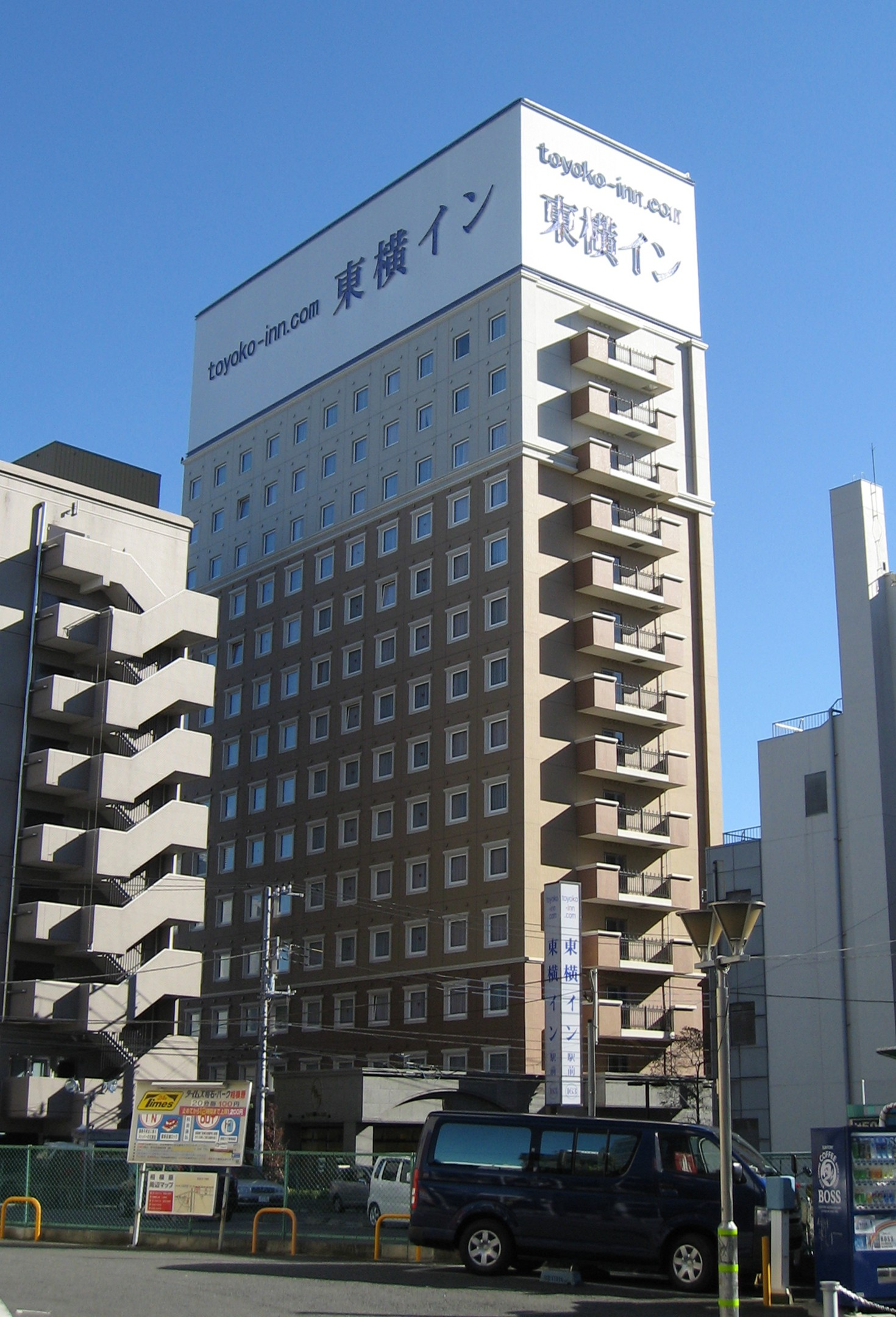
相模原駅前
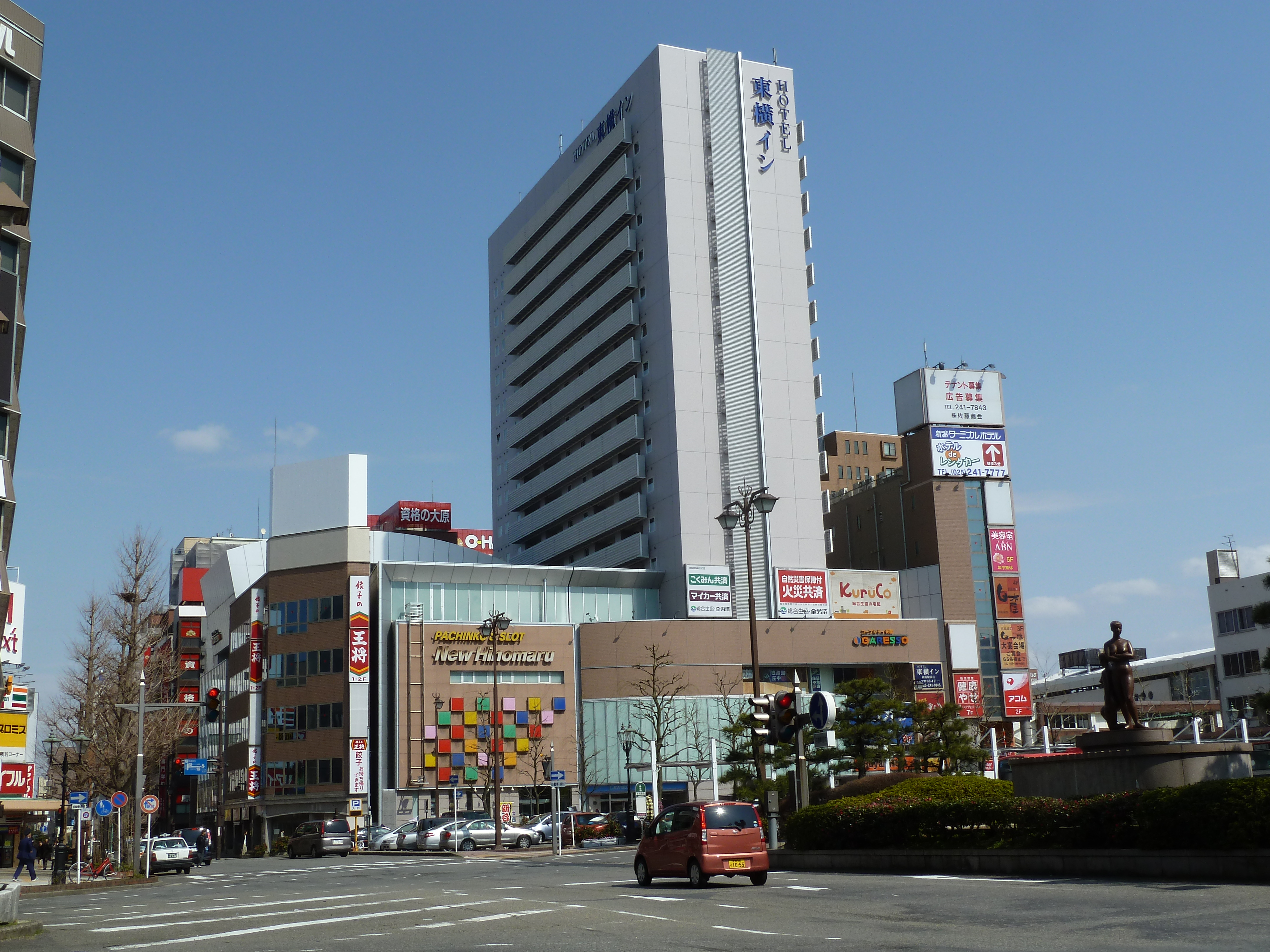
新潟駅前
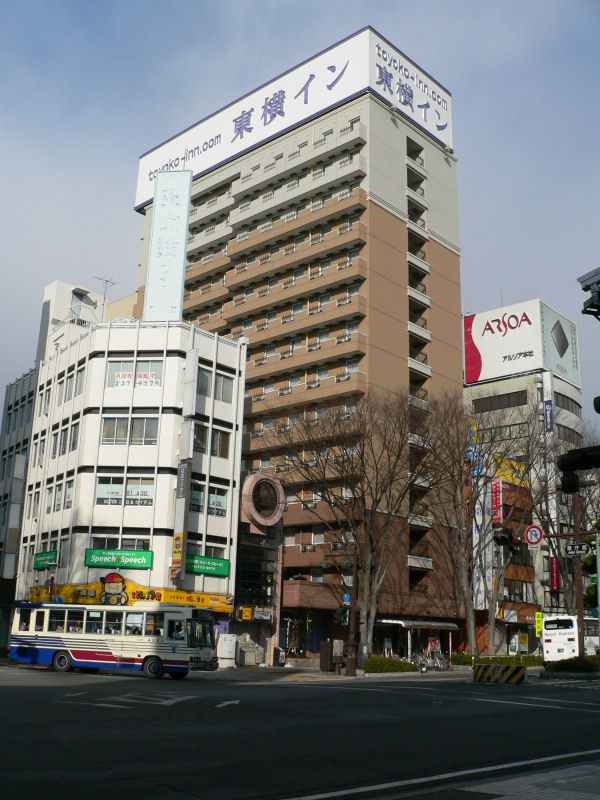
甲府駅南口2（旧：甲府駅前）
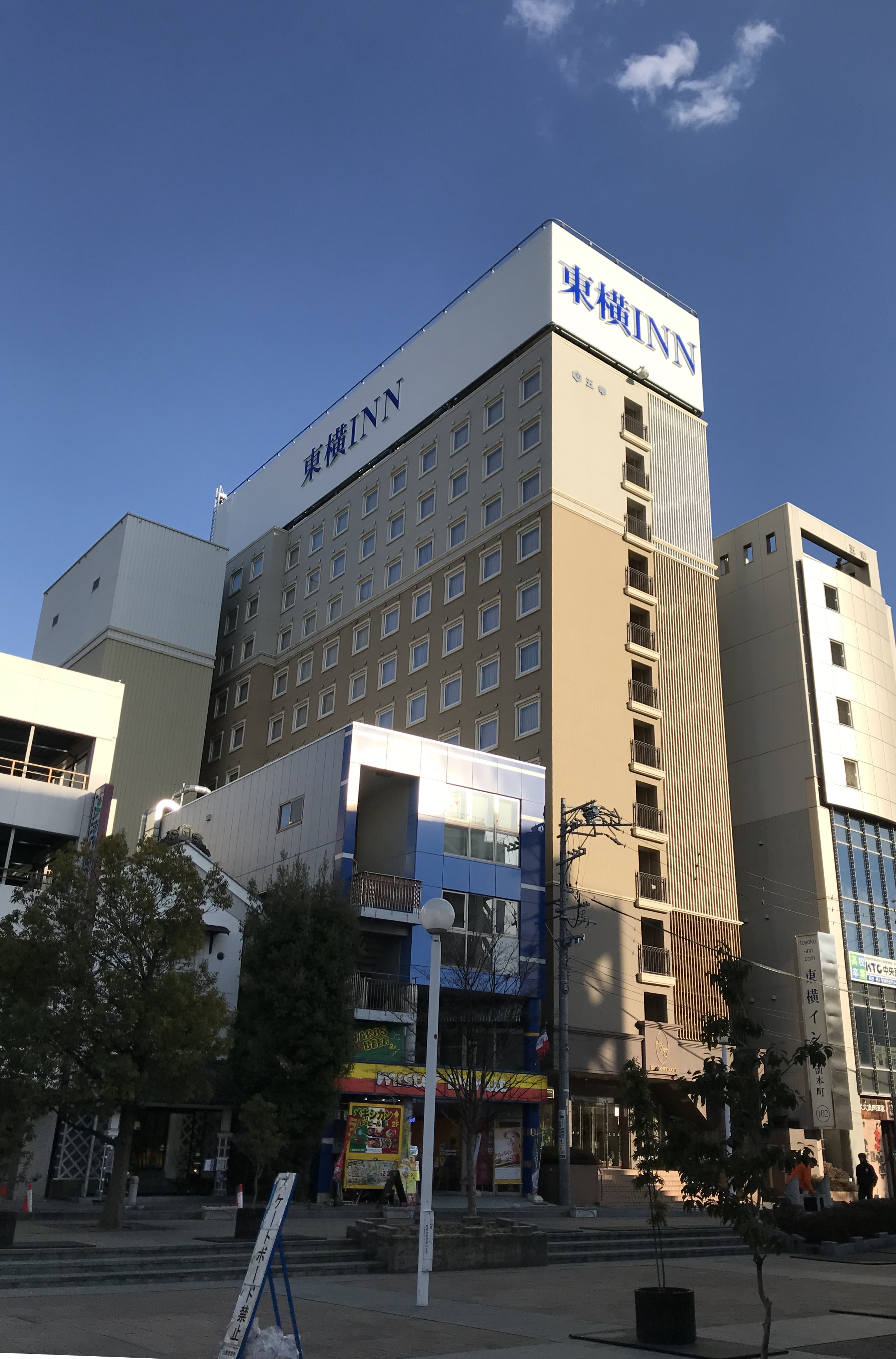
松本駅前本町
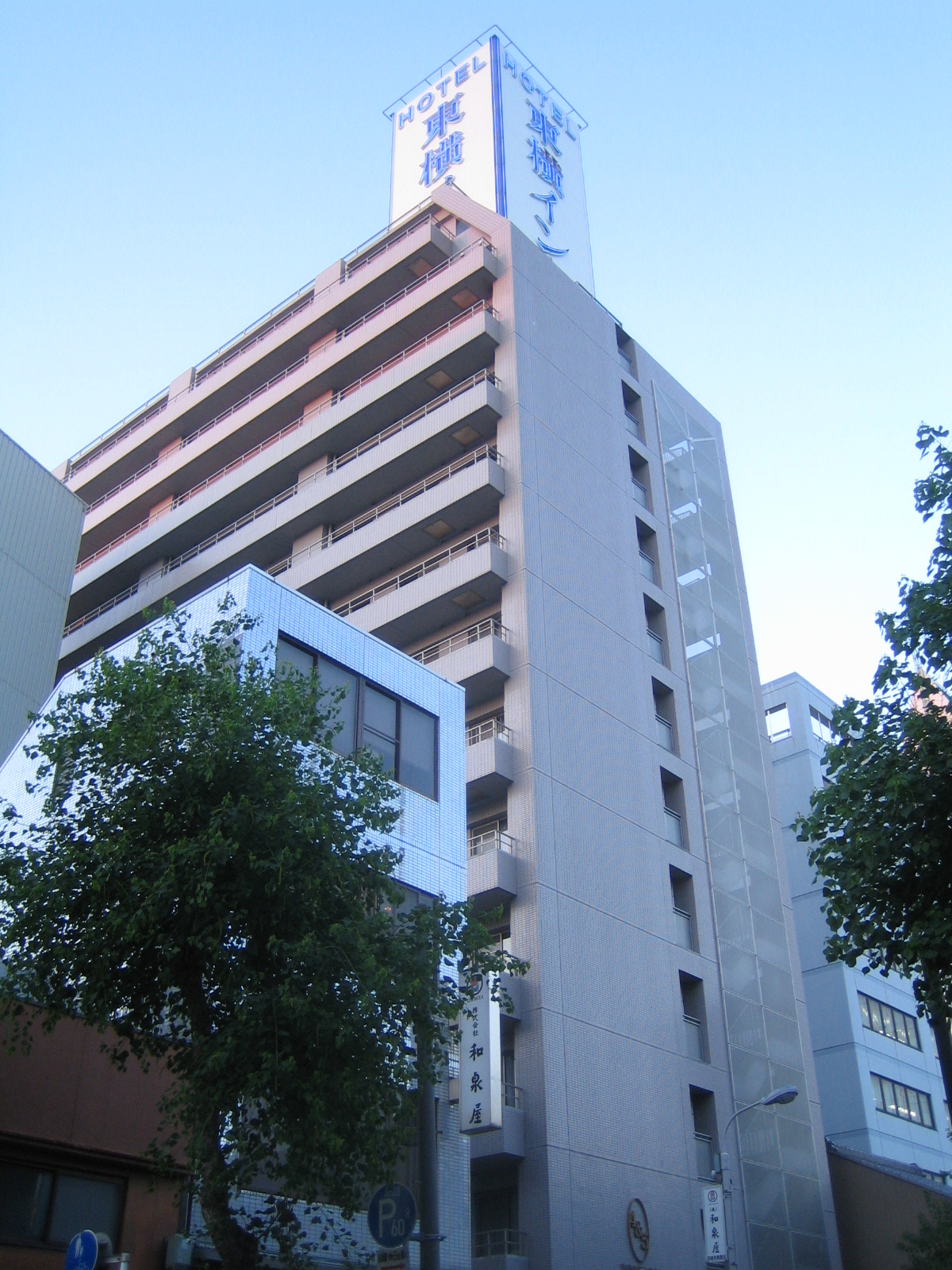
名古屋丸の内
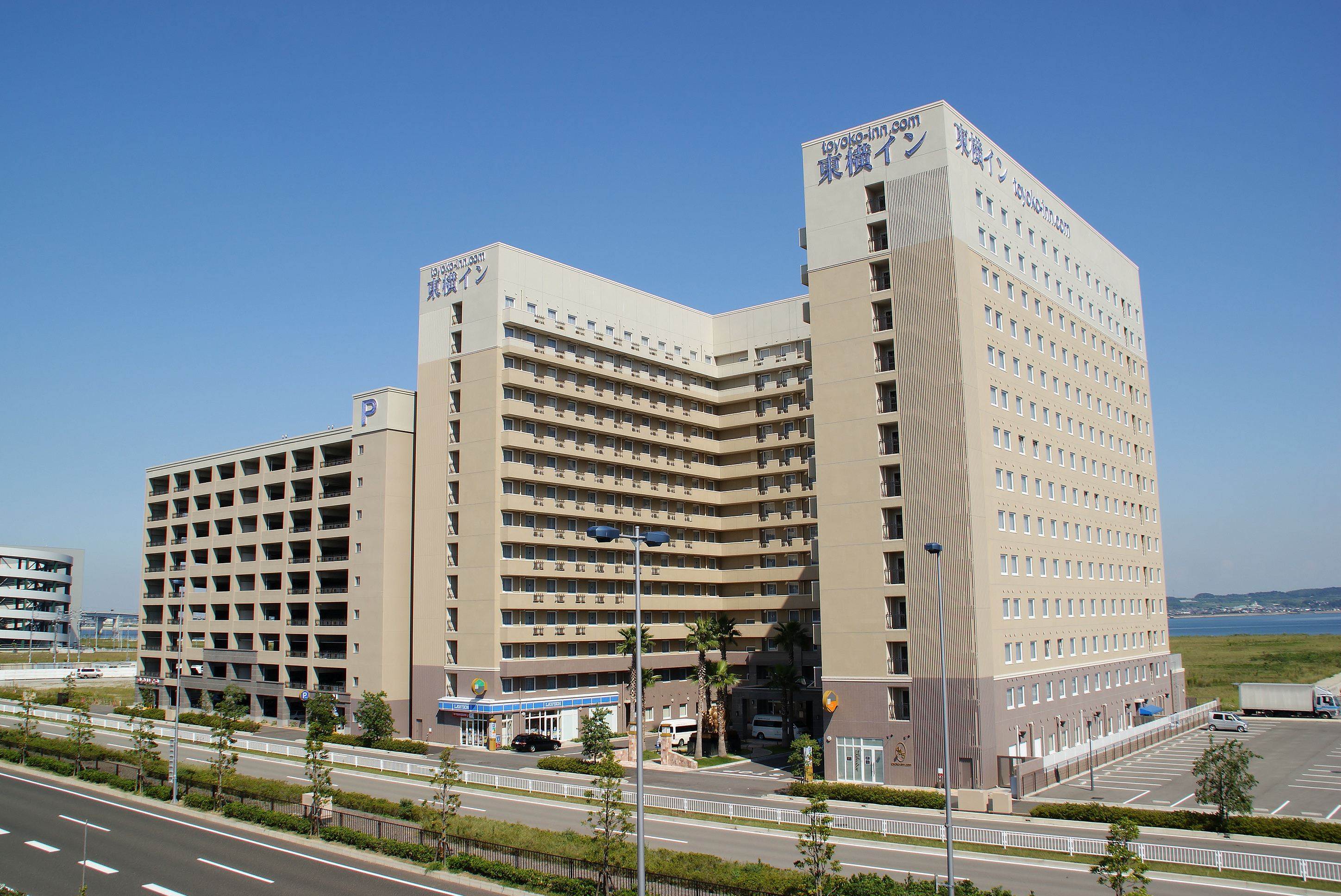
中部国際空港本館
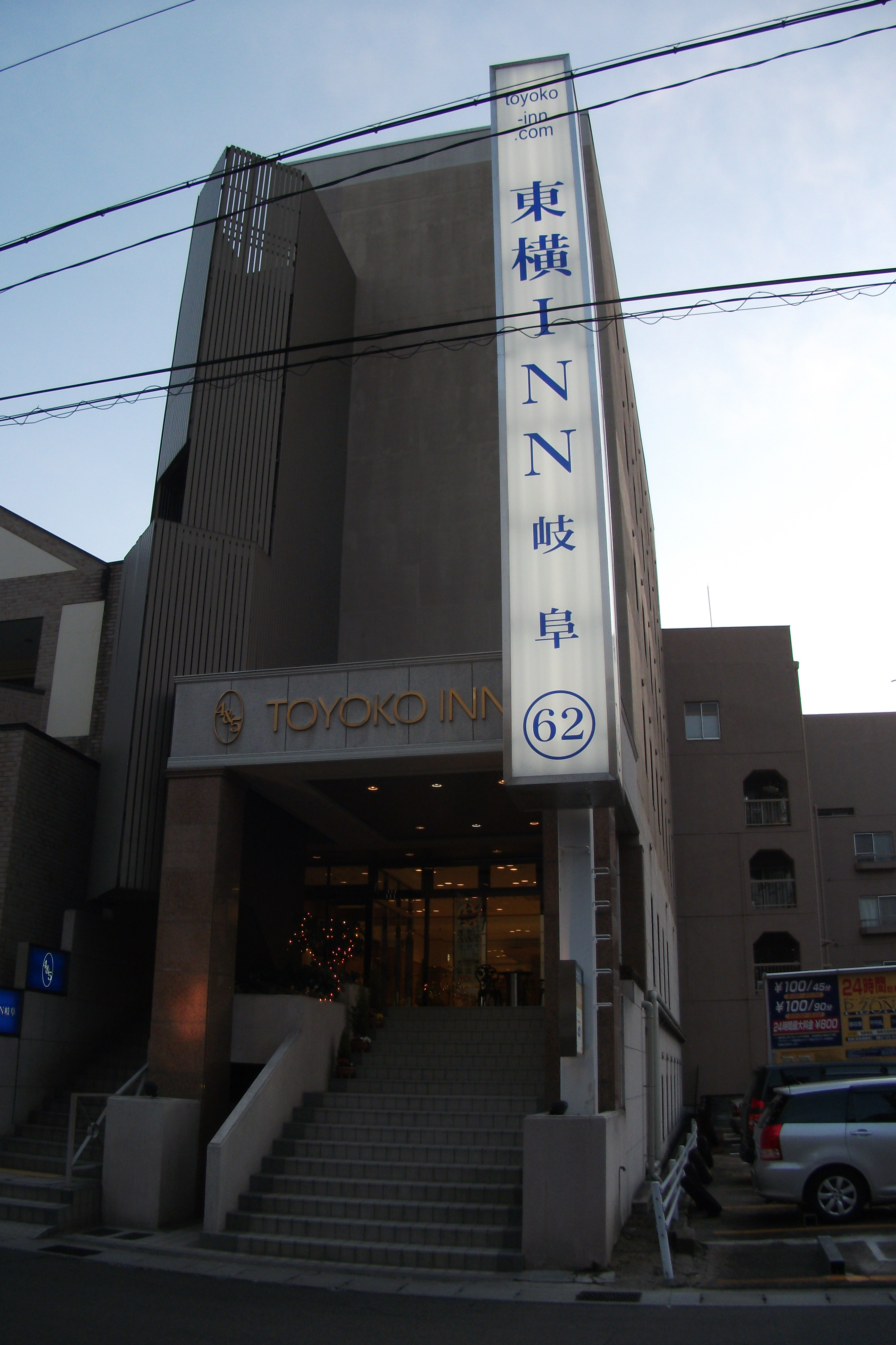
岐阜
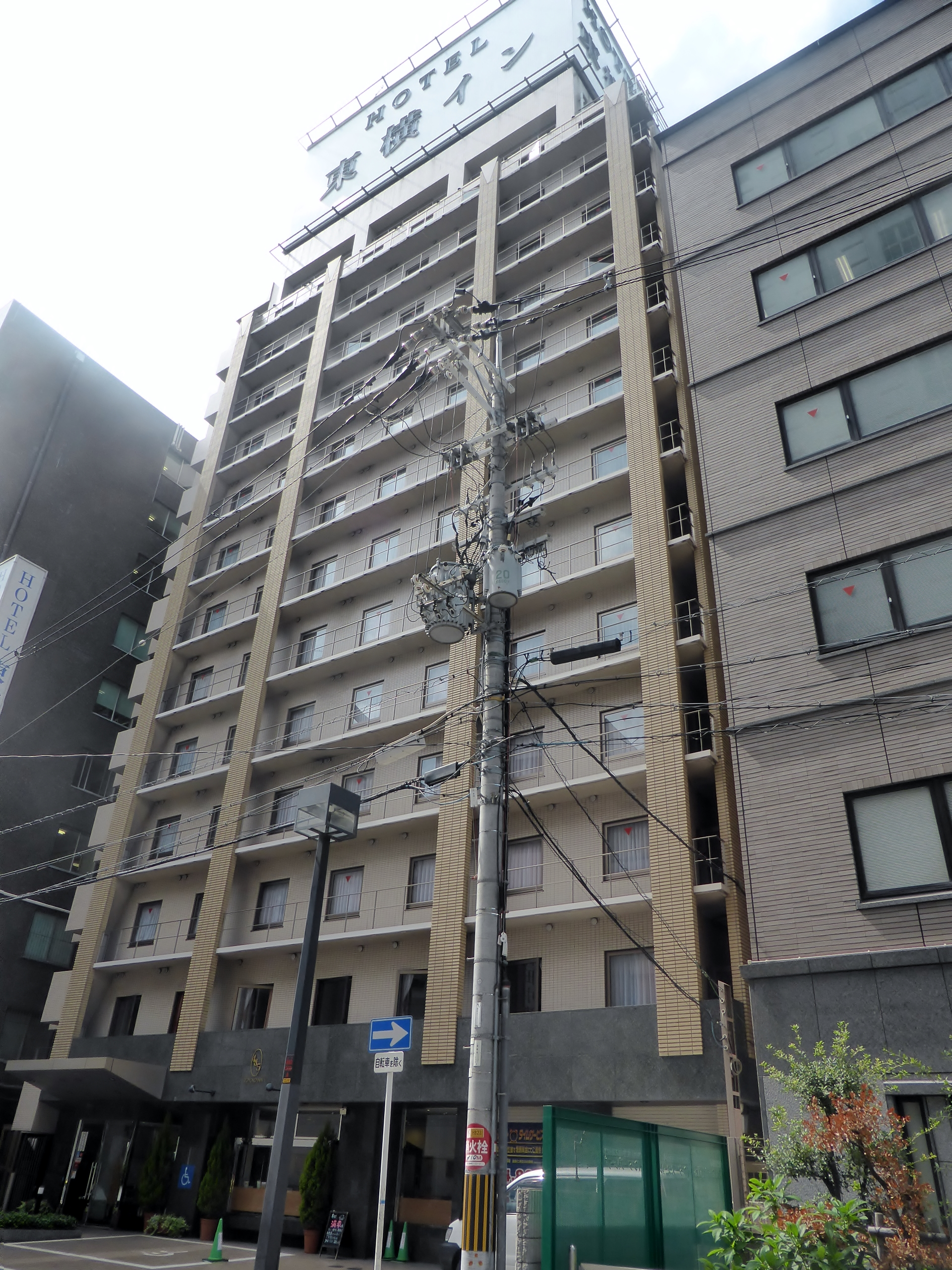
梅田中津1
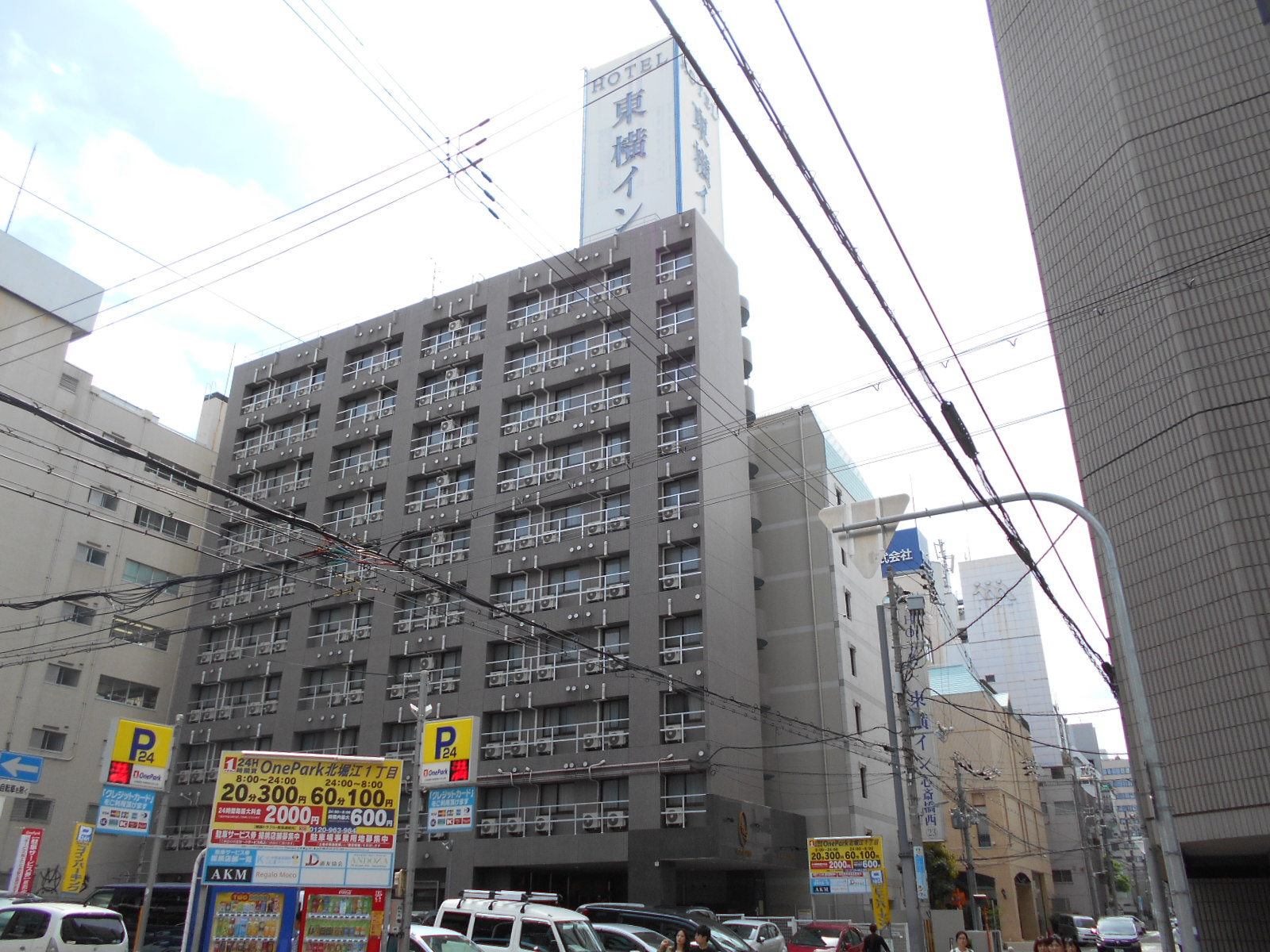
心斎橋西
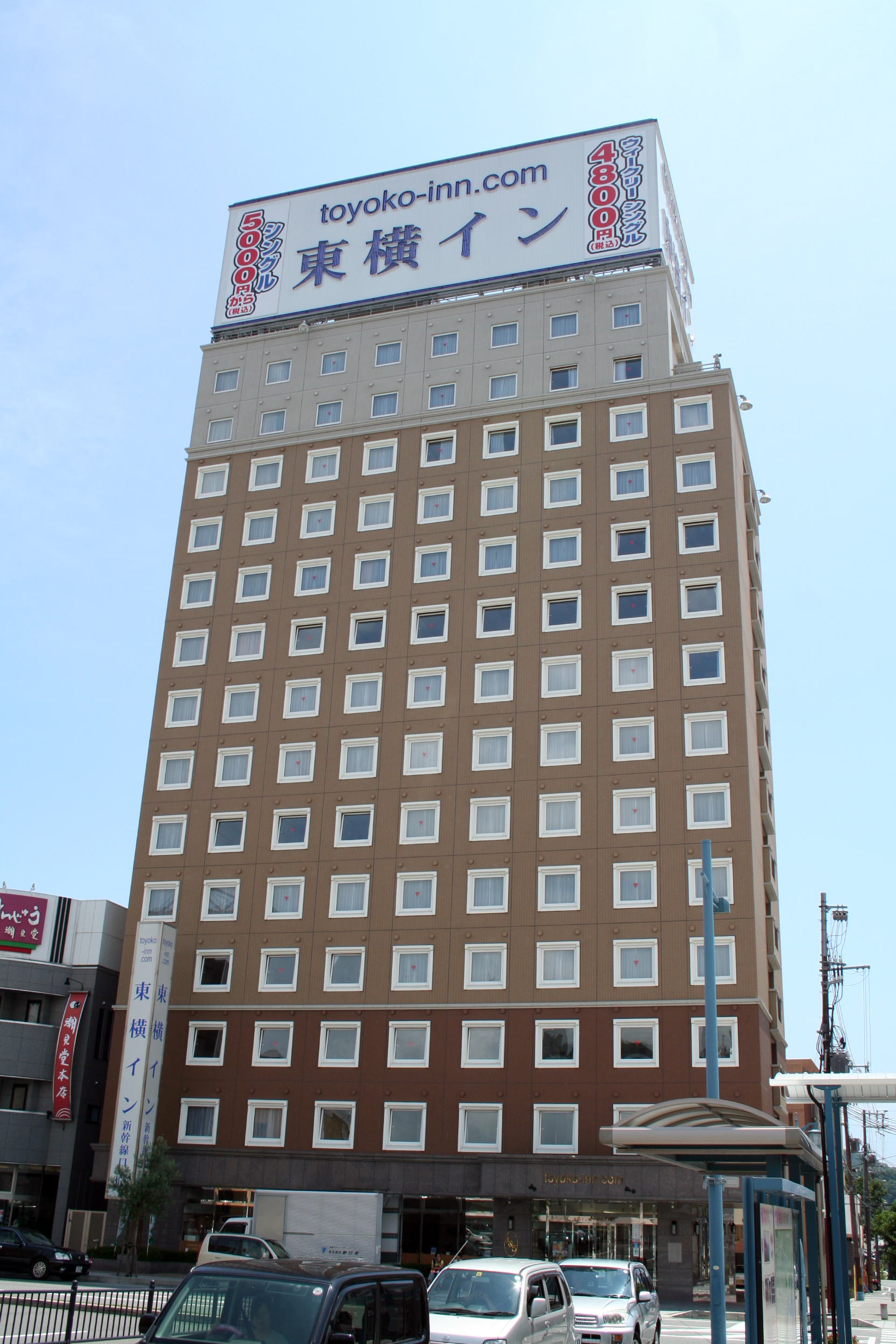
相生駅新幹線口
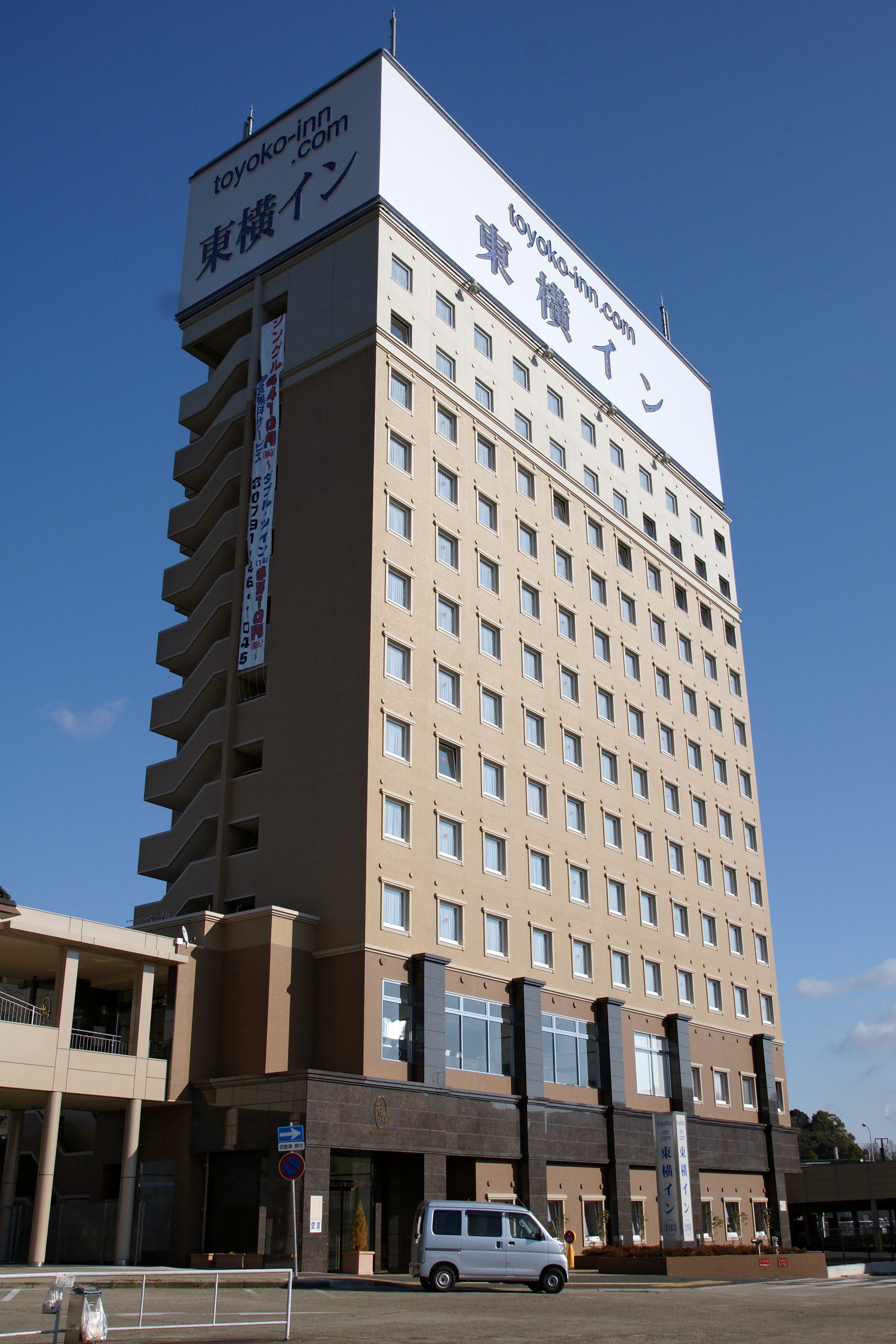
播州赤穂駅前
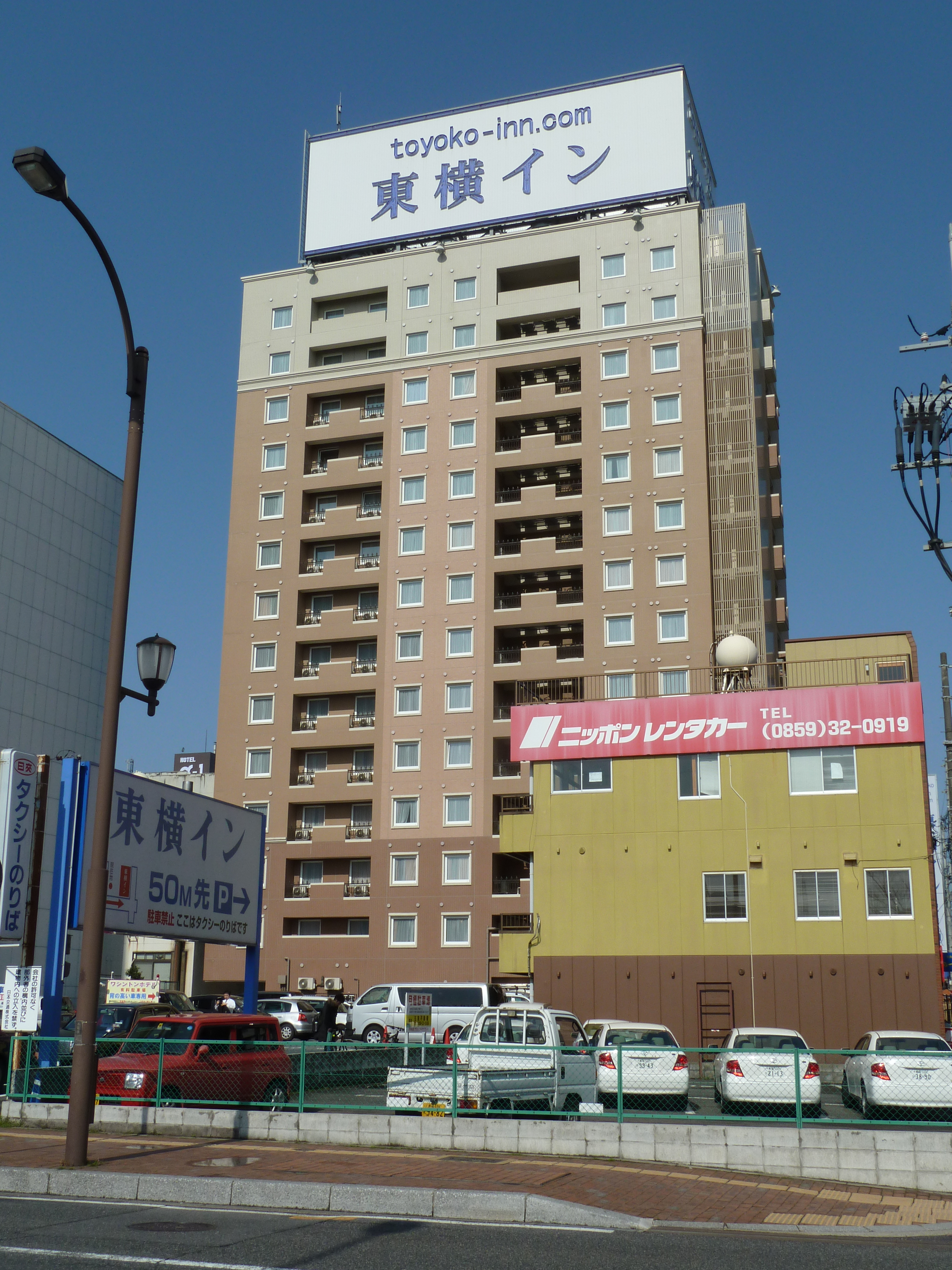
米子駅前
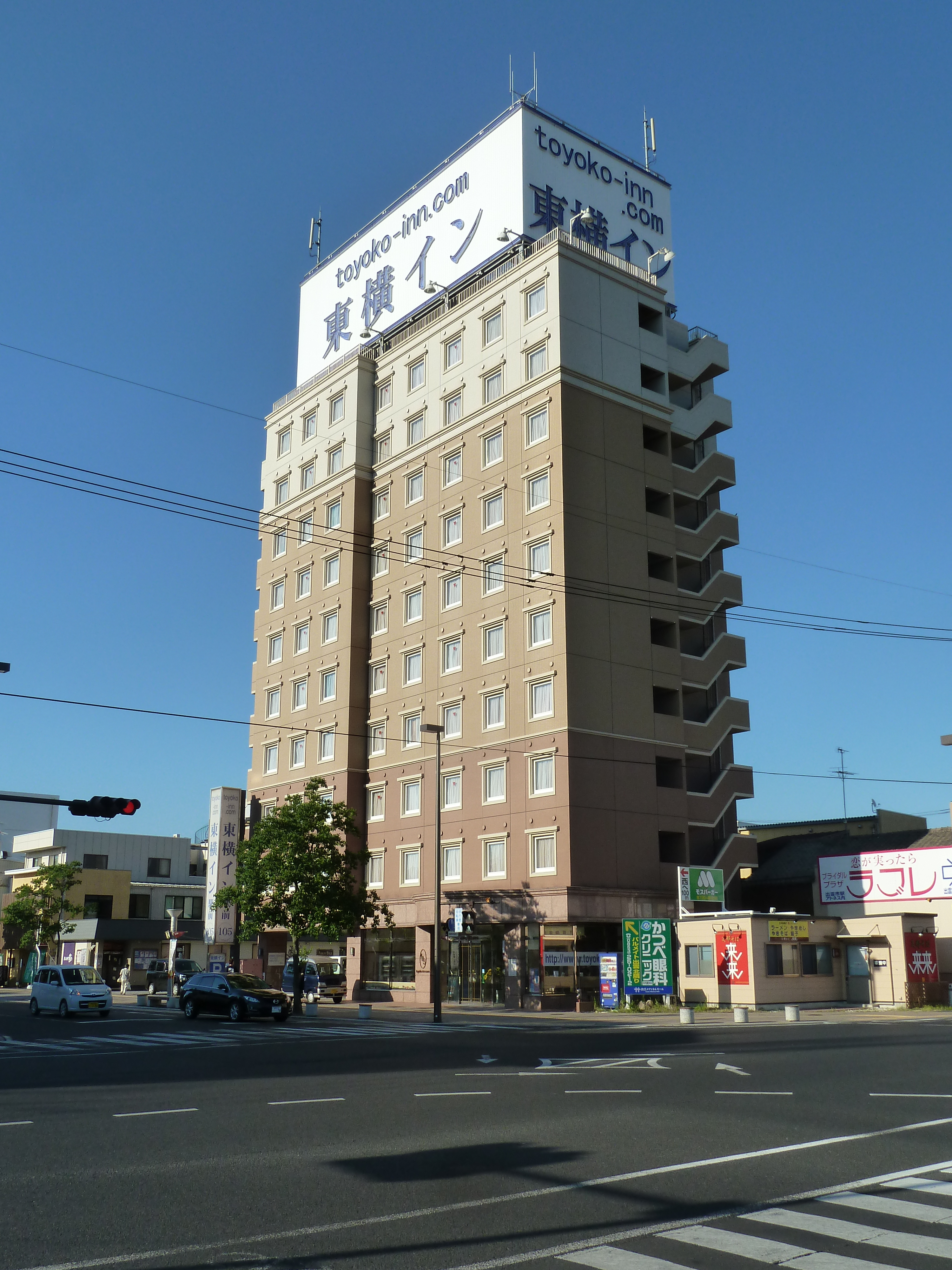
出雲市駅前
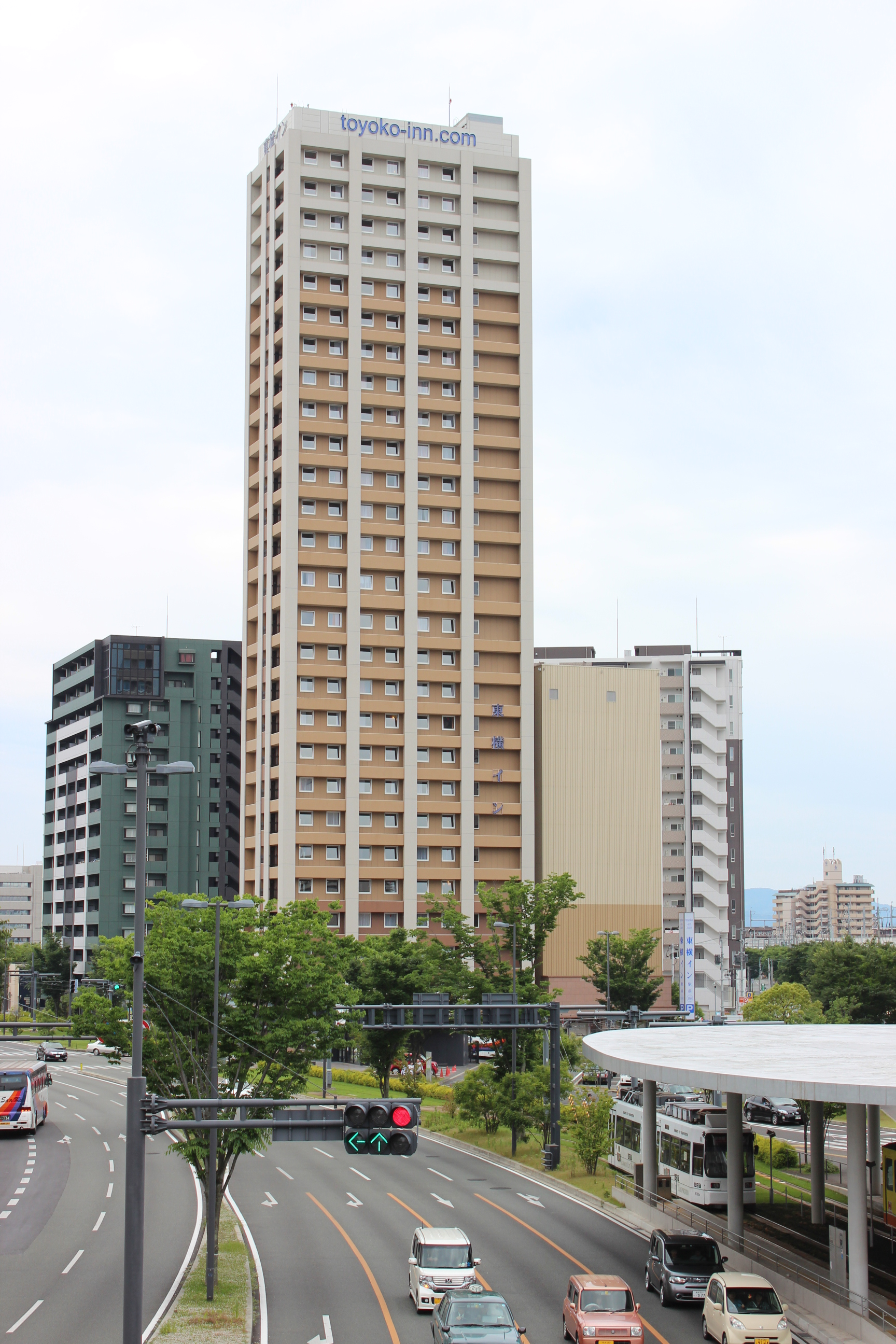
熊本駅前
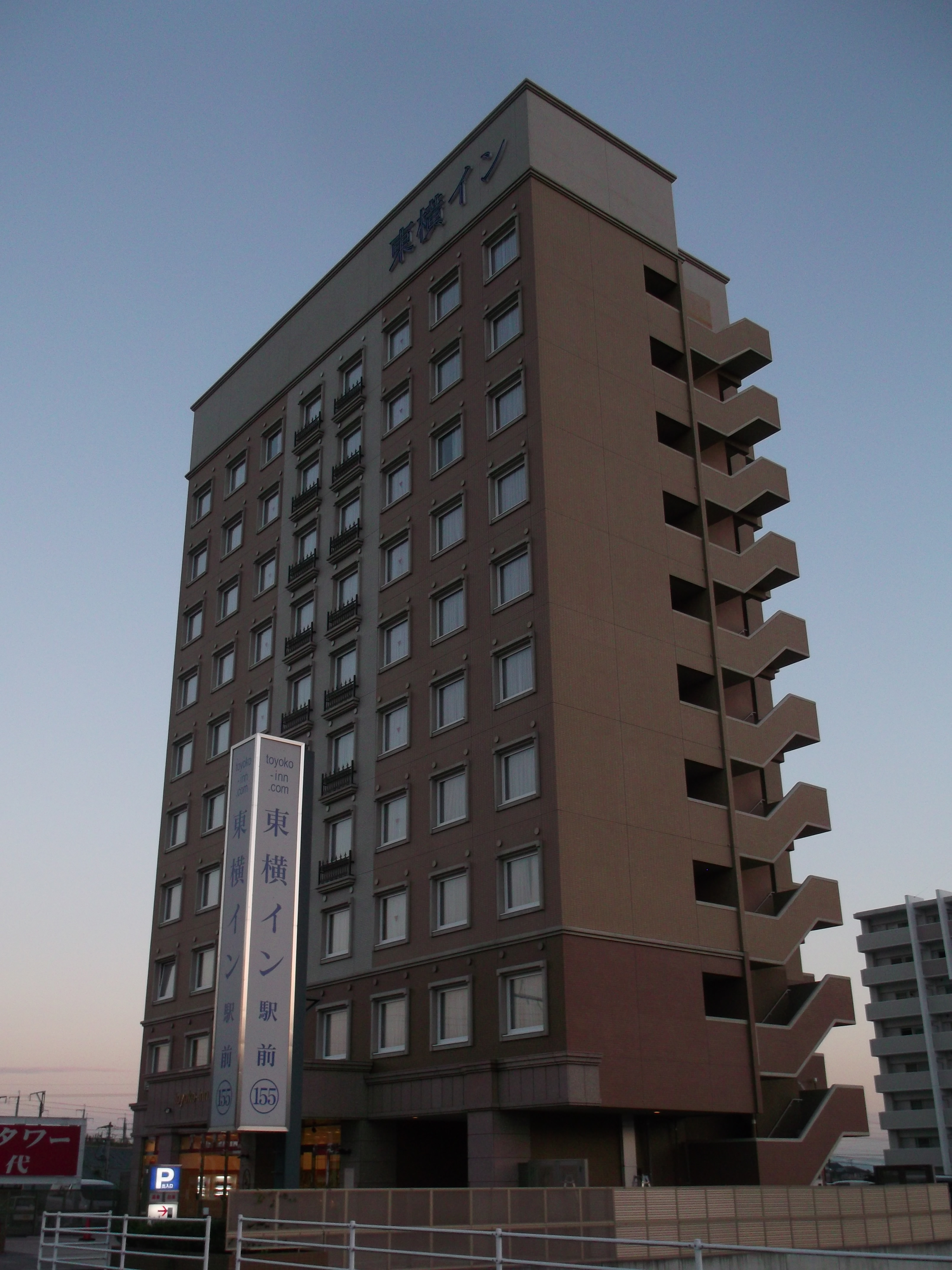
新八代駅前
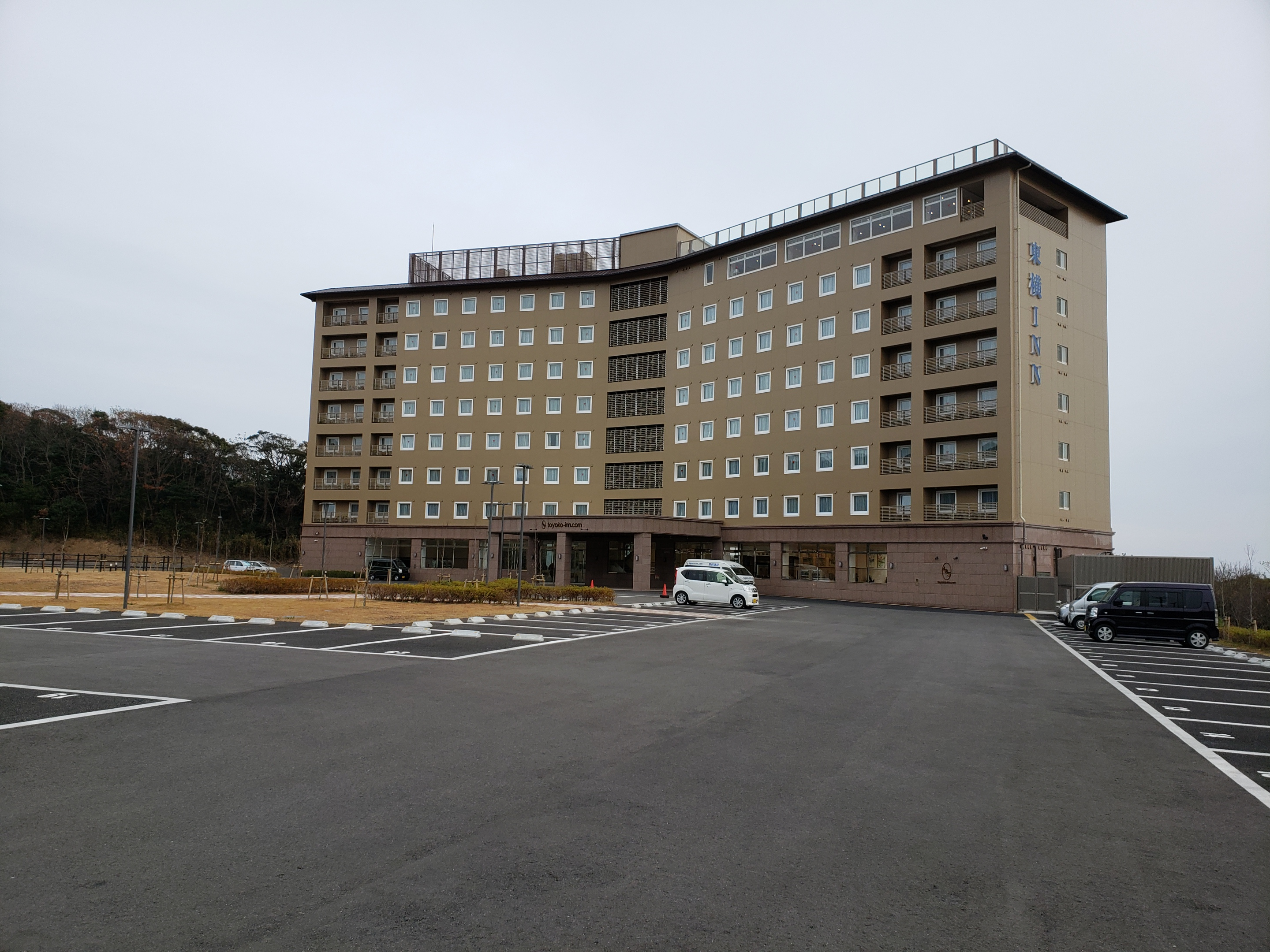
対馬比田勝
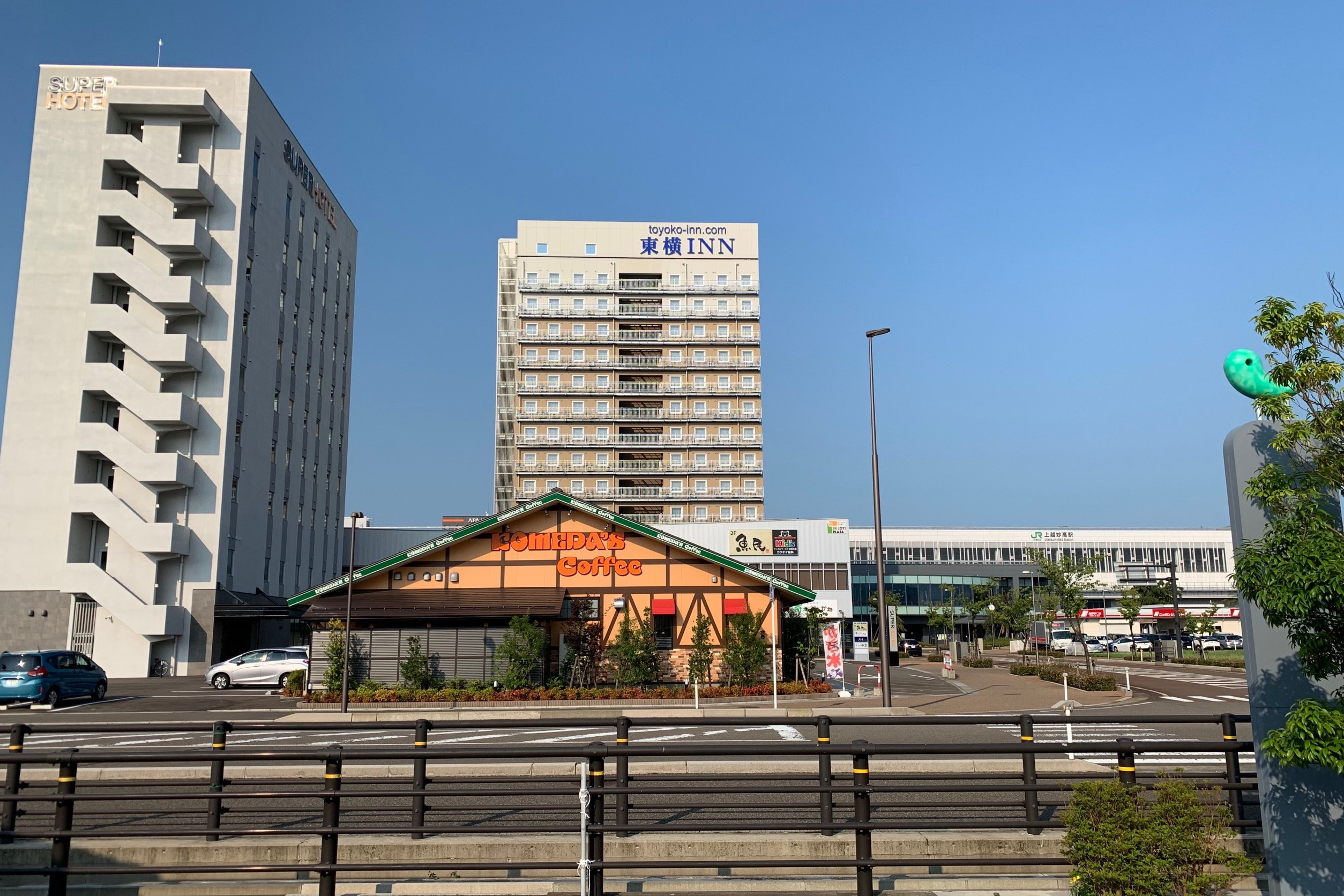
上越妙高駅西口

## 関連会社
- 東横インホテル企画開発（営業・店舗企画を担当）
- 東横インアーキテクト（設計を担当）
- 東横イン電建（外装・内装工事を担当）
- 東横インIT集客ソリューション（システム開発・IT関係のサポートを担当）